# Grónsko
Grónsko (grónsky Kalaallit Nunaat, dánsky Grønland) je severoamerické autonomní území Dánského království. Je největší zemí v rámci království a jednou ze tří zemí, které tvoří království, dalšími jsou vlastní Dánsko a Faerské ostrovy; občané všech tří zemí jsou občany Dánska. Vzhledem k tomu, že Grónsko je jedním ze zámořských států a území Evropské unie, mají občané Grónska také občanství Evropské unie. Hlavním a největším městem Grónska je Nuuk. Grónsko leží mezi Severním ledovým a Atlantským oceánem, východně od Kanadského arktického souostroví. Je největším ostrovem světa a také nejsevernější oblastí světa – ostrov Kaffeklubben u severního pobřeží je nejsevernějším nesporným bodem pevniny na světě a mys Morris Jesup na pevnině byl za něj považován až do 60. let 20. století.
Ačkoli je Grónsko součástí severoamerického kontinentu, je politicky a kulturně již více než tisíc let spojeno s Evropou (konkrétně koloniálními mocnostmi Norskem a Dánskem), a to od roku 986. Grónsko bylo v posledních 4 500 letech s přestávkami osídlováno arktickými národy, jejichž předkové sem přišli z území dnešní Kanady. Neobydlenou jižní část Grónska osídlili v 10. století Vikingové, kteří předtím osídlili Island. Inuité přišli ve 13. století. Ačkoli bylo Grónsko pod neustálým vlivem Norska a Norů, formálně se pod norskou korunu dostalo až v roce 1261. Norské kolonie zanikly koncem 15. století poté, co Norsko postihla epidemie moru (černé smrti) a nastalo období hlubokého úpadku.
Na počátku 17. století se dánsko-norští mořeplavci opět dostali do Grónska. Po rozdělení Dánska a Norska se Grónsko v roce 1814 stalo dánským státem a v roce 1953 bylo plně začleněno do dánského státu na základě dánské ústavy, která z obyvatel Grónska učinila dánské občany. V roce 1979 Dánsko udělilo Grónsku domovské právo; v roce 2008 Gróňané v referendu odhlasovali zákon o samosprávě, který přenesl více pravomocí z dánské vlády na místní grónskou vládu. V rámci nové struktury Grónsko postupně převzalo odpovědnost za řadu vládních služeb a oblastí působnosti. Dánská vláda si ponechala kontrolu nad občanstvím, měnovou politikou a zahraničními záležitostmi včetně obrany. Většinu obyvatel Grónska tvoří Inuité, kteří se soustřeďují především na jihozápadním pobřeží, zbytek ostrova je osídlen jen řídce. Tři čtvrtiny Grónska pokrývá jediný stálý ledový příkrov mimo Antarktidu. S 57 000 (2022) obyvateli je Grónsko nejméně zalidněnou zemí na světě. Celých 70 % výroby elektřiny pochází z obnovitelných zdrojů, převážně z vodních elektráren.

## Název

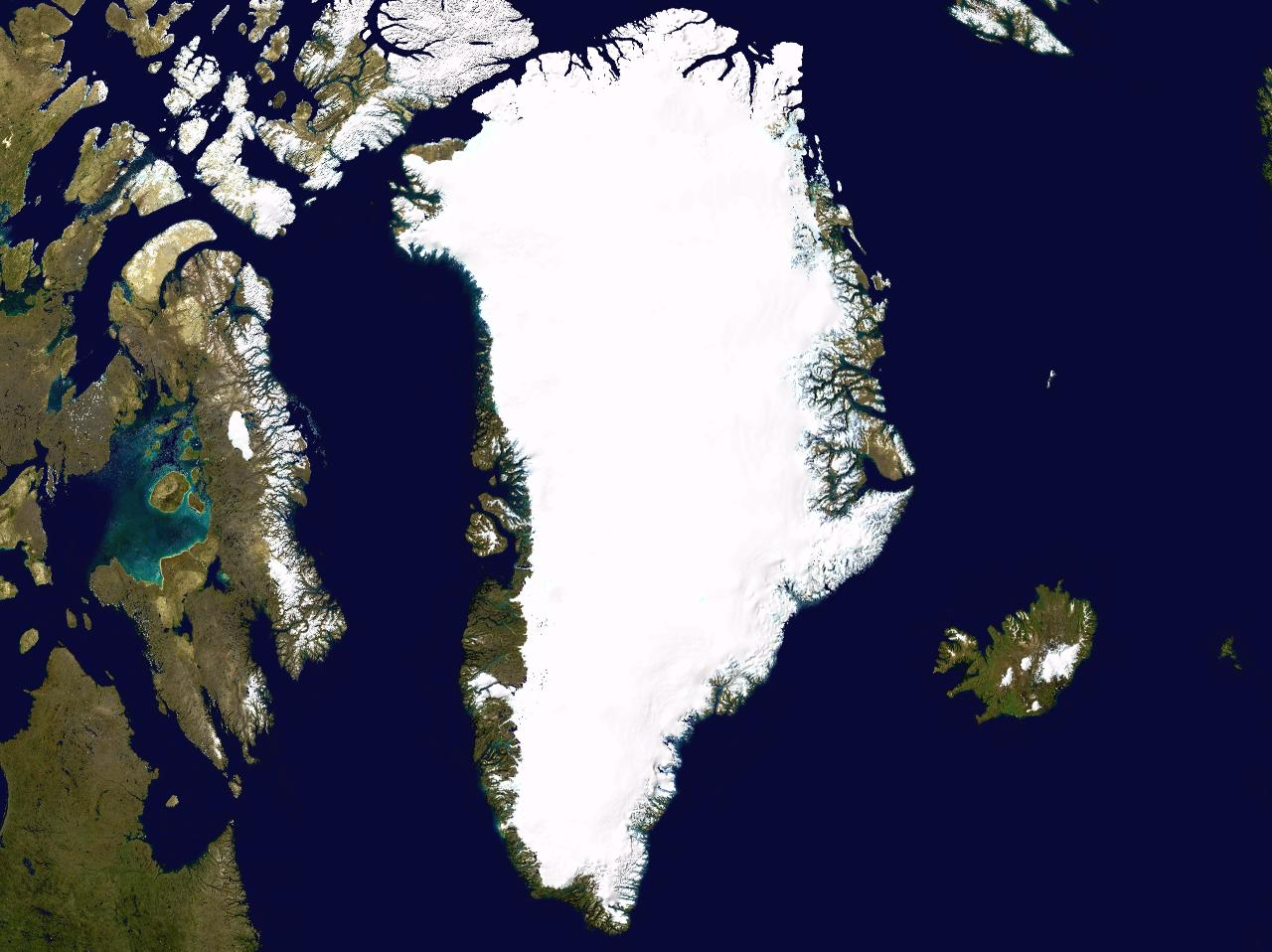
Pohled na Grónsko z vesmíru. Arktický mořský led není zobrazen

První severští osadníci pojmenovali ostrov Grœnland (Zelená země). Podle islandských ság byl islandský rodák Erik Rudý vypovězen z Islandu za neúmyslné zabití. Se svou rozvětvenou rodinou a svými poddanými (otroky nebo nevolníky) se vydal na lodích prozkoumat ledovou zemi, o níž bylo známo, že leží na severozápadě. Poté, co našel obyvatelnou oblast a usadil se tam, pojmenoval ji Grœnland (v překladu Zelená země), údajně v naději, že příjemné jméno přiláká osadníky. Sága o Eriku Rudém uvádí: „V létě se Erik vydal usadit do země, kterou našel a kterou nazval Zelená země, protože si říkal, že tam bude lidi lákat, když bude mít příznivé jméno.“ Český výraz Grónsko je převzat z dánského Grønland, Zelená země.
Oficiální název země v grónštině zní Kalaallit Nunaat, kde kalaallit je plurál od kalaaleq, což znamená obyvatel Grónska či Gróňan, a Nunaat má význam země (v množném čísle). Kalaallit Nunaat se proto dá přeložit jako Země Kalaallitů, čili Země Gróňanů, což jsou grónští Inuité, kteří obývají západní oblast země.

## Historie

### Rané paleoinuitské kultury

Oblasti kultur Independence I a Independence II v okolí fjordu Independence

V pravěku žilo na území Grónska několik po sobě jdoucích předinuitských kultur, které jsou dnes známy především díky archeologickým nálezům. Předpokládá se, že nejstarší příchod předinuitských kultur do Grónska se odehrál kolem roku 2500 př. n. l. Přibližně od roku 2500 př. n. l. do roku 800 př. n. l. obývala jižní a západní Grónsko kultura Saqqaq. Nejvíce nálezů pozůstatků z tohoto období bylo nalezeno v okolí zátoky Disko, včetně lokality Saqqaq, podle níž je kultura pojmenována.
Od roku 2400 př. n. l. do roku 1300 př. n. l. existovala v severním Grónsku kultura Independence I. Byla součástí arktické tradice drobného nářadí, objevila se i města, včetně Deltaterrasserne. Kolem roku 800 př. n. l. kultura Saqqaq zanikla a v západním Grónsku se objevila raná dorsetská kultura a v severním Grónsku kultura Independence II. Dorsetská kultura byla první kulturou, která se rozšířila po celém grónském pobřeží, na západě i východě. Trvala až do úplného nástupu kultury Thule, tedy do roku 1500 n. l. Lidé dorsetské kultury se živili především lovem velryb a sobů.

### Severské osídlení

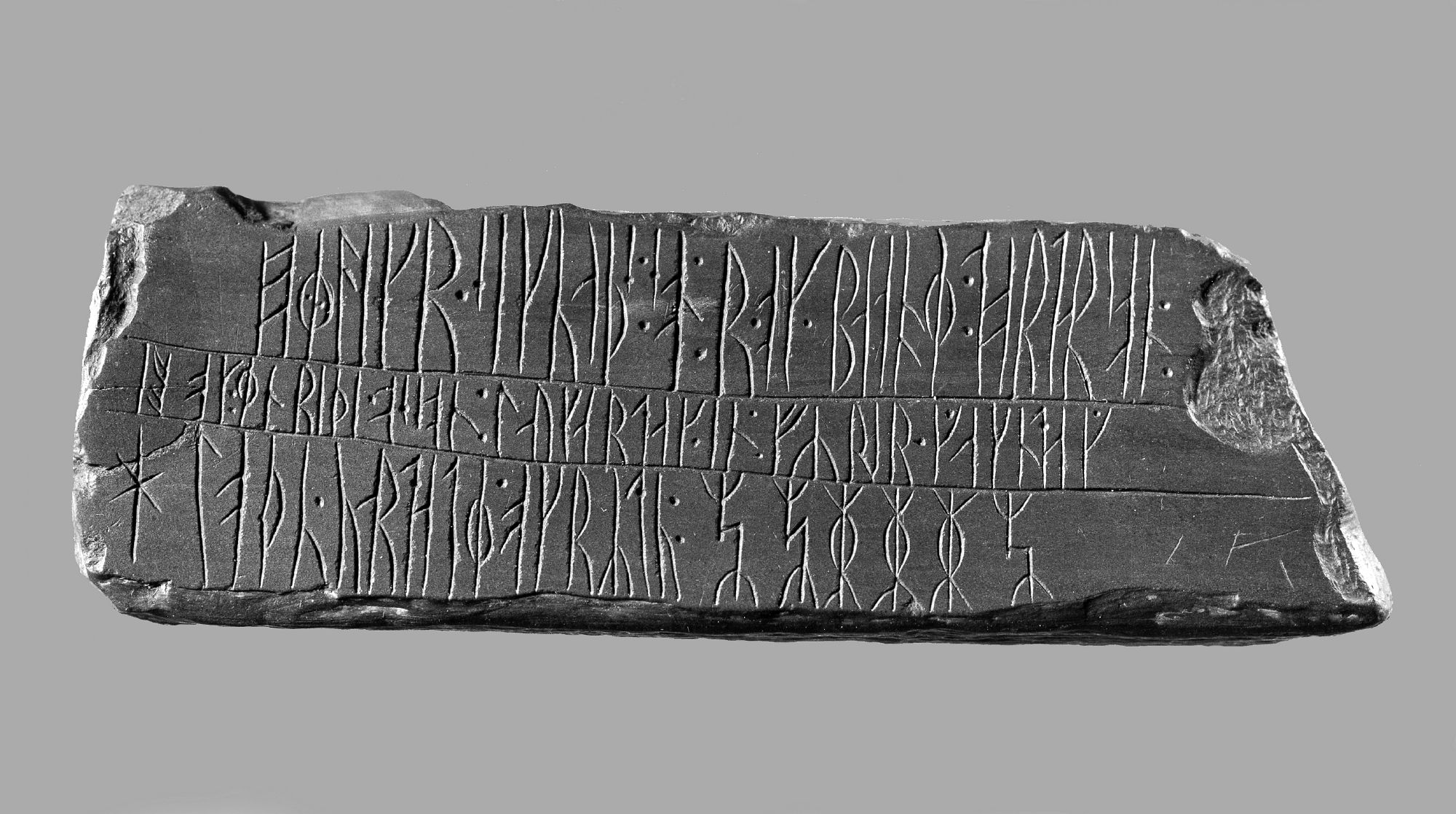
Kingittorsuaqský runový kámen z ostrova Kingittorsuaq (středověk)

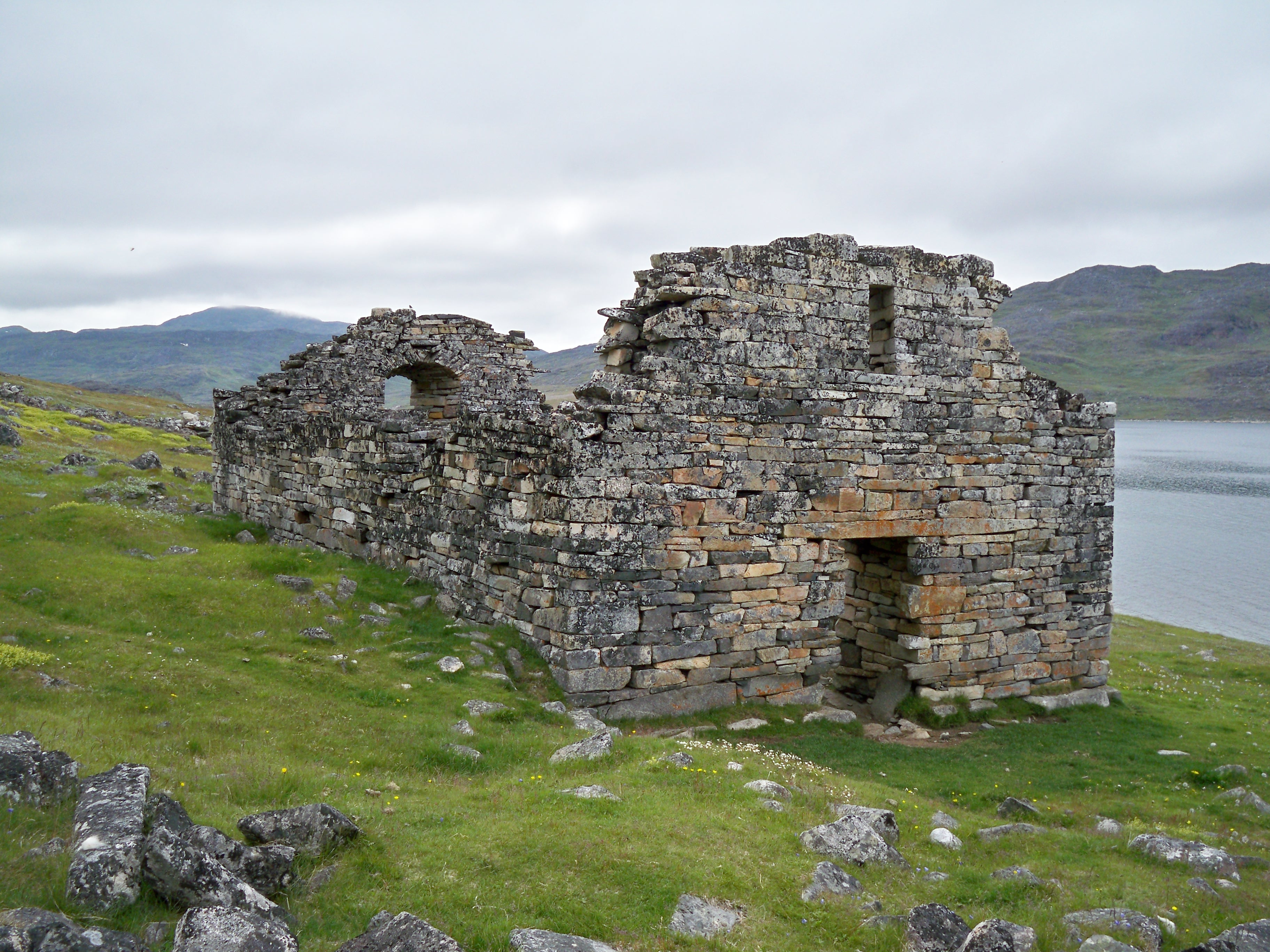
Jedna z posledních dobových písemných zmínek o severských Gróňanech zaznamenává svatbu, která se konala v roce 1408 v kostele v Hvalsey, dnes nejzachovalejší severské zřícenině v Grónsku. Manželé poté odcestovali na Island, a proto se tato zpráva dochovala.

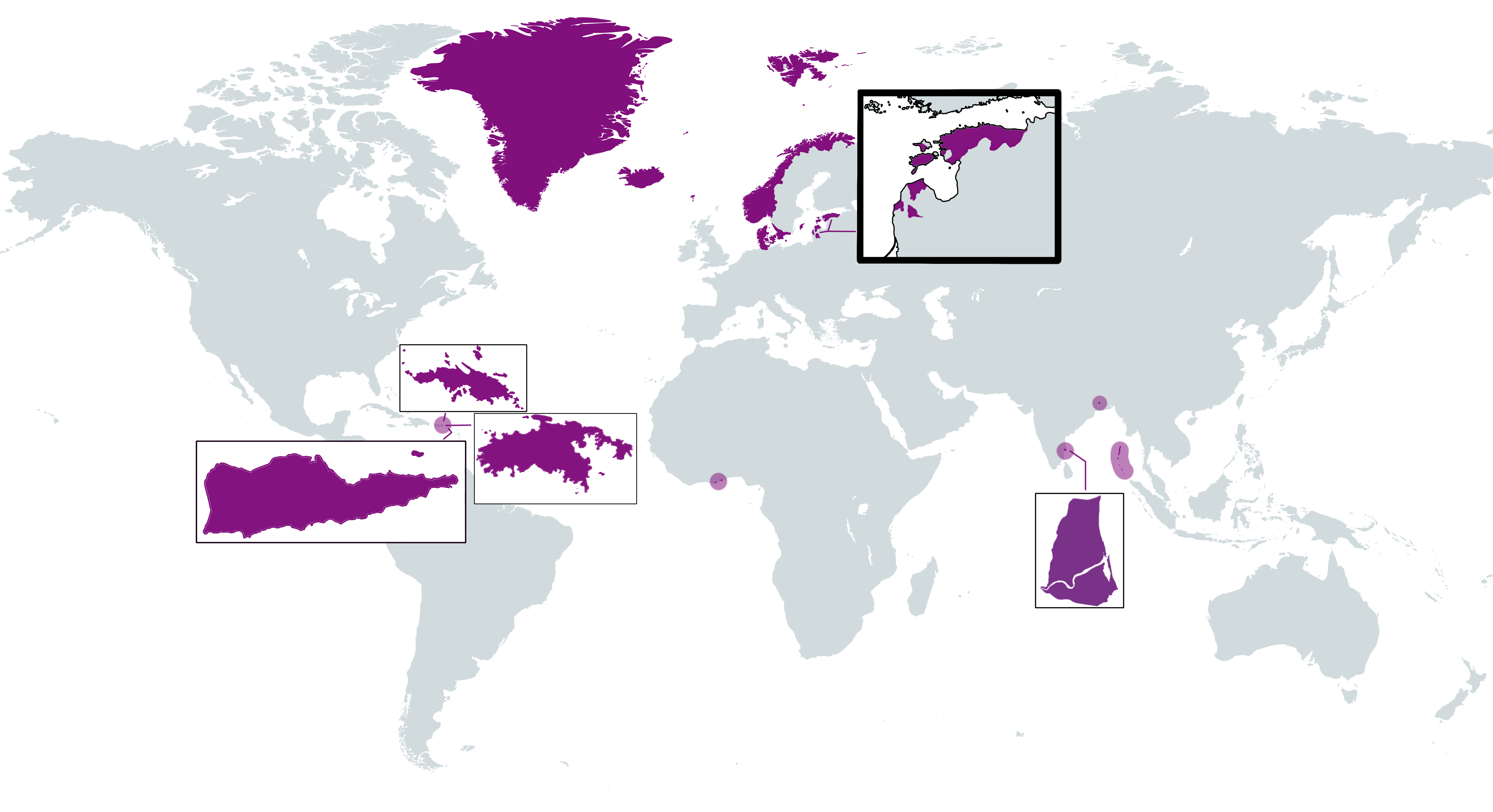
Rozsah dánsko-norského panství (1536–1814)

Odhadovaný rozsah arktických kultur v Grónsku v letech 900 n. l. až 1500 n. l. Barevné oblasti na jednotlivých mapách označují rozsah a migrační vzorce dórských, thuleských a severských kultur v průběhu času.

Od roku 986 bylo západní pobřeží osídleno Islanďany a Nory prostřednictvím flotily 14 lodí vedených vikingským mořeplavcem Erikem Rudým. Založili tři osady – Východní osadu, Západní osadu a Střední osadu – na fjordech poblíž jihozápadního cípu ostrova. O ostrov se dělili s obyvateli pozdní dorsetské kultury, kteří obývali severní a západní část, a později s obyvateli kultury Thule, kteří na něj pronikli ze severu. Norští Gróňané se v roce 1261 podřídili norské nadvládě v rámci Norského království. V roce 1380 uzavřelo Norské království personální unii s Dánskem a od roku 1397 bylo součástí Kalmarské unie.
Norské osady, jako například Brattahlíð, prosperovaly po staletí, než v 15. století, snad s nástupem malé doby ledové, zanikly. Kromě některých runových nápisů se z norských osad dochovaly pouze dobové záznamy nebo historiografie o jejich kontaktu s Islandem nebo Norskem. Středověké norské ságy a historická díla se zmiňují o grónském hospodářství, biskupství v Gardaru a vybírání desátků. Kapitola v knize Konungs skuggsjá (Královské zrcadlo) popisuje vývoz, dovoz a pěstování obilí v severském Grónsku.
Islandské ságy o životě v Grónsku vznikly ve 13. století a později a nejsou primárním zdrojem pro dějiny raně severského Grónska. Tyto zprávy mají blíže k primárním pro dobově starší zprávy o pozdně severském Grónsku. Moderní poznání proto závisí především na fyzických poznatcích z archeologických nalezišť. Interpretace údajů z ledových jader a lastur mlžů naznačuje, že v letech 800–1300 n. l. panovalo v oblastech kolem fjordů v jižním Grónsku relativně mírné klima, o několik stupňů Celsia teplejší, než je obvyklé v severním Atlantiku, rostly zde stromy a byliny a choval se dobytek. Ječmen se pěstoval jako plodina až k 70. rovnoběžce. Ledová jádra ukazují, že v Grónsku došlo v posledních 100 000 letech mnohokrát k dramatickým teplotním změnám. Podobně Islandská kniha osídlení zaznamenává hladomory během zim, při nichž „staří a bezmocní lidé byli zabíjeni a házeni ze skal“.
Na západním pobřeží Grónska bylo postaveno sedmnáct katolických kostelů, bylo tu biskupské sídlo, katedrála a dva kláštery, jeden pro jeptišky, zasvěcený sv. Benediktovi, druhý pro mnichy, zasvěcený sv. Augustinovi a sv. Olafovi.
Tyto islandské osady zanikly během 14. a počátkem 15. století. Zánik západního osídlení se shoduje s poklesem letních a zimních teplot. Studie sezónní variability teplot v severním Atlantiku během malé doby ledové ukázala výrazný pokles maximálních letních teplot přibližně od přelomu 14. a 15. století – až o 6 až 8 °C níže než současné letní teploty. Studie také zjistila, že nejnižší zimní teploty za posledních 2000 let nastaly koncem 14. a začátkem 15. století. Východní osídlení bylo pravděpodobně opuštěno na počátku až v polovině 15. století, tedy v tomto chladném období.
Teorie vycházející z archeologických vykopávek v Herjolfsnesu ve 20. letech 20. století naznačují, že stav lidských kostí z tohoto období svědčí o podvýživě severského obyvatelstva, pravděpodobně v důsledku eroze půdy, která byla důsledkem ničení přirozené vegetace Seveřany při zemědělství, sekání trávy a řezání dřeva. Podvýživa mohla být také důsledkem rozsáhlých úmrtí na pandemický mor, poklesu teplot během malé doby ledové a ozbrojených konfliktů se Skrælingy (severský výraz pro Inuity, což znamená „bídáci“). Nejnovější archeologické studie poněkud zpochybňují obecný předpoklad, že severská kolonizace měla dramatický negativní vliv na životní prostředí a vegetaci. Údaje podporují stopy možné norské strategie úpravy půdy. Novější důkazy naznačují, že Norové, jejichž počet nikdy nepřesáhl asi 2 500, postupně opouštěli grónské osady v průběhu 15. století, protože mroží slonovina, nejcennější vývozní artikl z Grónska, ztrácela na ceně kvůli konkurenci jiných zdrojů kvalitnější slonoviny, a že ve skutečnosti existuje jen málo důkazů o hladovění nebo potížích.
Byla navržena i jiná vysvětlení zániku severských osad:
1. Nedostatek podpory ze strany vlasti.[38]
2. Nájezdníci z lodí (například baskičtí, angličtí nebo němečtí piráti) spíše než Skrælingové mohli Gróňany vyplenit a vysídlit.[42]
3. Byli „obětí skrytého myšlení a hierarchické společnosti ovládané církví a největšími vlastníky půdy. Ve své neochotě považovat se za něco jiného než Evropany Gróňané nepřijali druh oděvu, který Inuité používali jako ochranu před chladem a vlhkem, ani si nepůjčili nic z inuitského loveckého náčiní“.[6][31]
4. Ta část grónského obyvatelstva, která byla ochotna přijmout inuitské způsoby a prostředky, se smísila s inuitskou komunitou a asimilovala se s ní.[43] Velká část dnešního grónského obyvatelstva má smíšený inuitský a evropský původ. V roce 1938, kdy Stefansson psal svou knihu, nebylo možné rozlišit mezi sňatky před ztrátou kontaktu s Evropany a po jeho obnovení.
5. „Struktura severské společnosti vytvářela konflikt mezi krátkodobými zájmy těch, kteří byli u moci, a dlouhodobými zájmy společnosti jako celku“.[31]

### Kultura Thule (1300 – současnost)

Obrázky z Grónska asi z roku 1863

Thuleové jsou předky současného grónského obyvatelstva. V současné populaci Grónska nebyly nalezeny žádné geny předinuitské kultury. Kultura Thule migrovala na východ z území dnešní Aljašky kolem roku 1000 n. l. a do Grónska dorazila kolem roku 1300. Kultura Thule jako první zavedla v Grónsku takové technologické inovace, jako jsou psí spřežení a překlápěcí harpuny.
Po roce 1300 lidé kultury Thule kulturně i geneticky nahradili původní paleo-eskymácké obyvatelstvo z dorsetské kultury, které na americký kontinent přišlo ze severovýchodní Sibiře před asi 6000 lety. Obyvatelé kultury Thule se pravděpodobně dostávali do konfliktu se severskými osadníky, protože islandské letopisy uvádějí, že v roce 1379 zaútočili Inuité na skupinu skandinávských Gróňanů, zabili 18 mužů a unesli dva chlapce a ženu.
O kontaktu a konfliktu se severským obyvatelstvem vyprávějí Inuité. Je přetištěn v knize The Norse Atlantic Sagas, kterou napsal Gwyn Jones. Jones uvádí, že existuje také zpráva o snad stejném incidentu, pochybnějšího původu, vyprávěná severskou stranou.

### 1500–1814

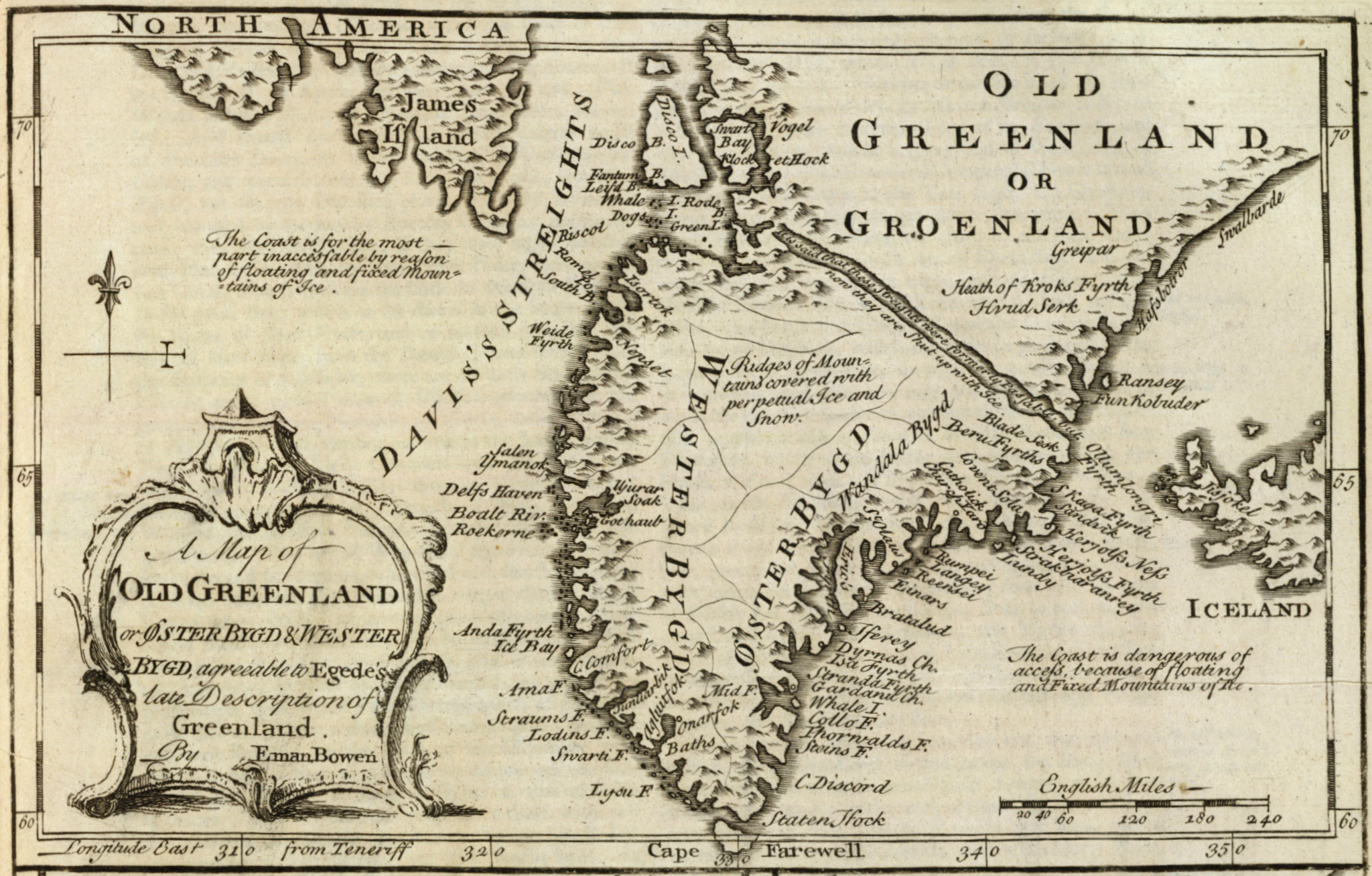
Anglická mapa z roku 1747, kterou na základě popisů a mylných představ Hanse Egedeho vytvořil Emanuel Bowen.

V roce 1500 vyslal portugalský král Manuel I. Gaspara Corte-Reala do Grónska, aby hledal severozápadní cestu do Asie, která byla podle Tordesillaské smlouvy součástí portugalské sféry vlivu. V roce 1501 se Corte-Real vrátil se svým bratrem Miguelem Corte-Realem. Když zjistili, že moře je zamrzlé, vydali se na jih a dorazili na Labrador a Newfoundland. Po návratu bratrů do Portugalska byly kartografické informace poskytnuté Corte-Realem zapracovány do nové mapy světa, kterou Alberto Cantino v roce 1502 předložil vévodovi z Ferrary Herkulovi I. Estenskému. Cantinova planisféra, zhotovená v Lisabonu, přesně zobrazuje jižní pobřeží Grónska.
V letech 1605–1607 vyslal dánský a norský král Kristián IV. do Grónska a na arktické vodní cesty řadu výprav, které měly najít ztracené východní severské osídlení a potvrdit dánsko-norskou svrchovanost nad Grónskem. Výpravy byly většinou neúspěšné, částečně kvůli vedoucím, kteří neměli zkušenosti s obtížnými arktickými ledovými a povětrnostními podmínkami, a částečně proto, že vedoucí výprav dostali pokyn hledat východní osadu na východním pobřeží Grónska severně od mysu Farewell, který je téměř nepřístupný kvůli ledu unášenému směrem na jih. Lodivodem všech tří výprav byl anglický průzkumník James Hall.

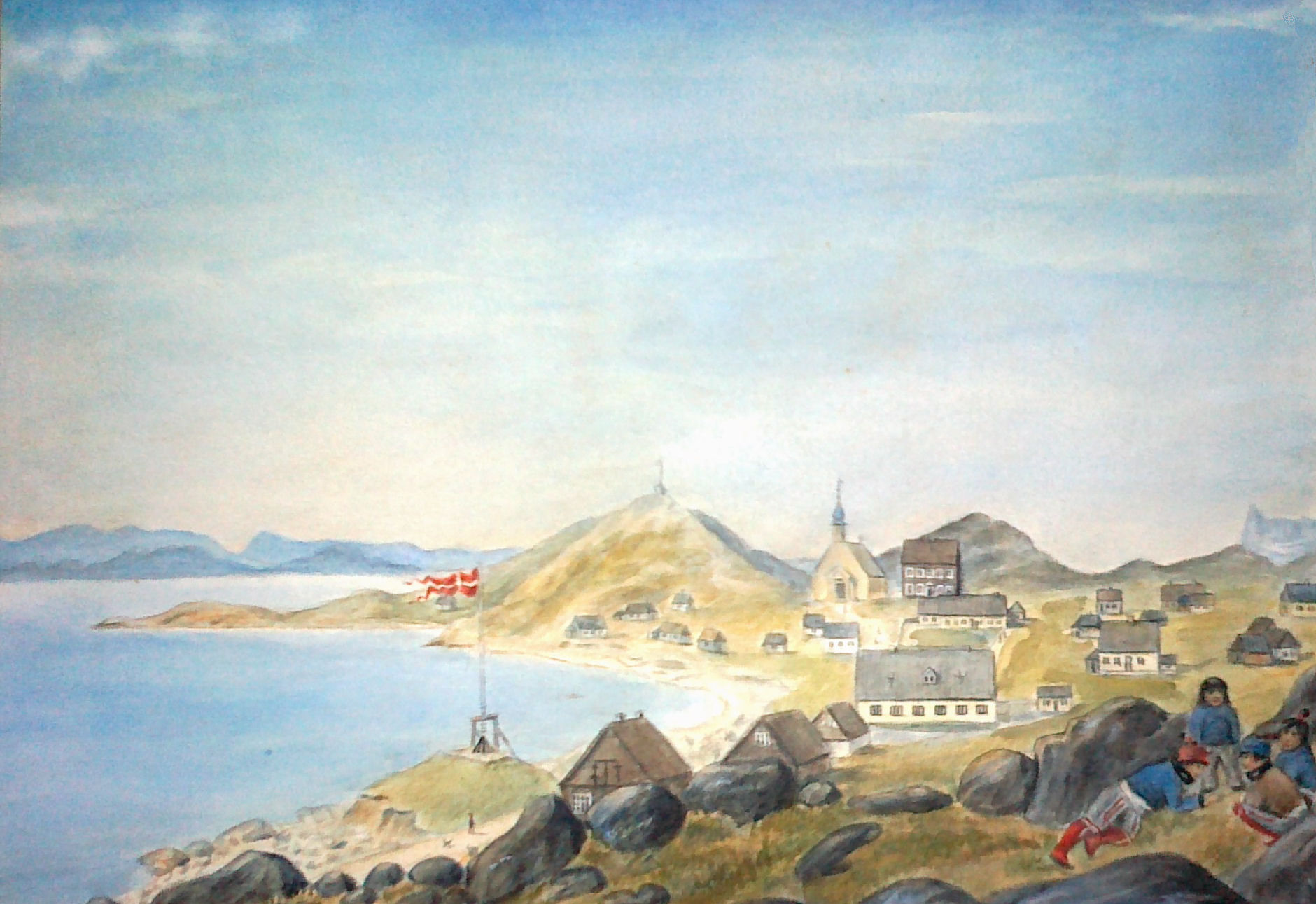
Grónský Godthåb asi v roce 1878

Po zániku severských osad přešlo Grónsko pod faktickou kontrolu různých inuitských skupin, ale dánsko-norská vláda nikdy nezapomněla ani se nevzdala nároků na Grónsko, které zdědila po Seveřanech. Když na počátku 17. století obnovila kontakt s Grónskem, dánsko-norská vláda nad ostrovem potvrdila svou svrchovanost. V roce 1721 byla do Grónska vyslána společná obchodní a duchovní výprava vedená dánsko-norským misionářem Hansem Egedem, aniž by věděla, zda tam zůstala zachována severská civilizace. Tato výprava je součástí dánsko-norské kolonizace Ameriky. Po 15 letech pobytu v Grónsku Hans Egede přenechal vedení tamní misie svému synovi Paulu Egedemu a vrátil se do Dánska, kde založil grónský seminář. Tato nová kolonie byla soustředěna v Godthåbu („Dobrá naděje“) na jihozápadním pobřeží. Postupně se Grónsko otevřelo dánským obchodníkům, ale pro obchodníky z jiných zemí zůstalo uzavřeno.

### Od Kielské smlouvy po druhou světovou válku (1814–1945)

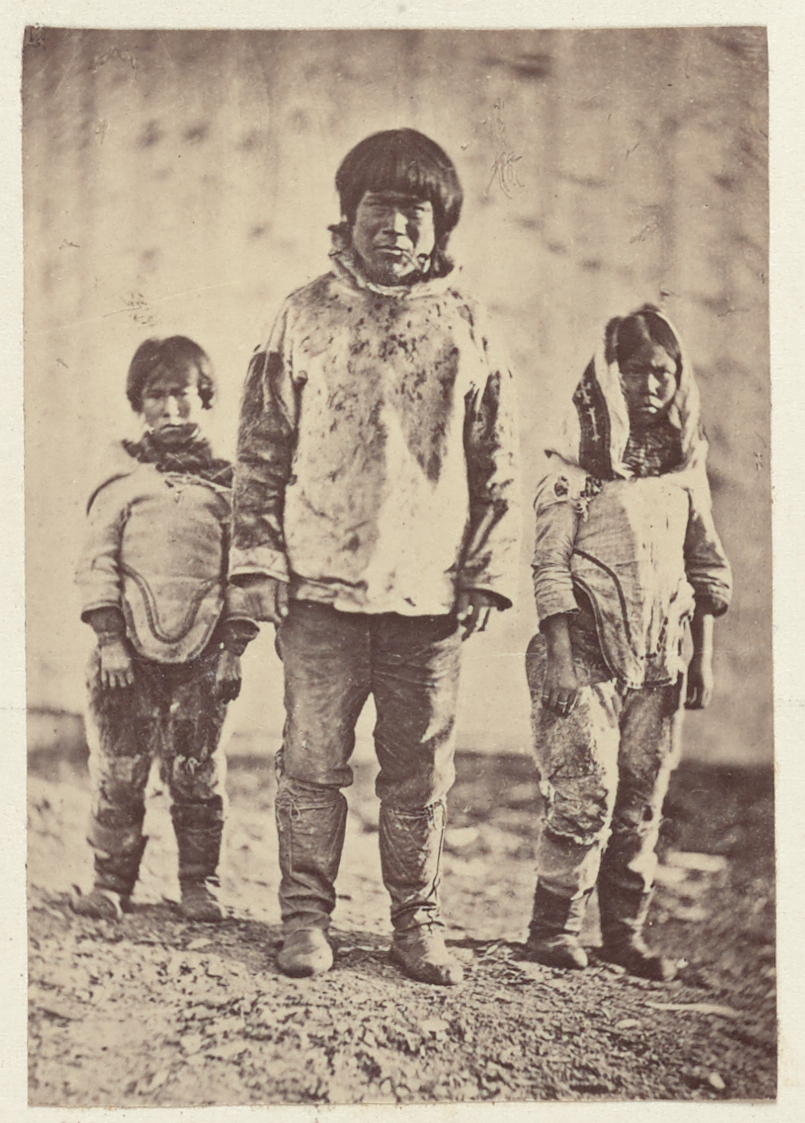
Fotografie grónských Inuitů z roku 1869.

Když byla v roce 1814 zrušena unie mezi dánskou a norskou korunou, Kielská smlouva oddělila bývalé norské kolonie a ponechala je pod kontrolou dánského panovníka. Norsko v červenci 1931 obsadilo tehdy neobydlený východ Grónska jako Zemi Erika Rudého s tvrzením, že se jedná o terra nullius. Norsko a Dánsko se v roce 1933 dohodly, že věc předloží Stálému dvoru mezinárodní spravedlnosti, který rozhodl v neprospěch Norska.
Spojení Grónska s Dánskem bylo přerušeno 9. dubna 1940, na počátku druhé světové války, poté, co Dánsko obsadilo nacistické Německo. Dne 8. dubna 1941 Spojené státy obsadily Grónsko, aby ho bránily před možnou invazí Německa. Okupace Grónska Spojenými státy trvala až do roku 1945. Grónsko mohlo nakupovat zboží ze Spojených států a Kanady díky prodeji kryolitu z dolu v Ivittuutu. Hlavními leteckými základnami byly Bluie West-1 v Narsarsuaqu a Bluie West-8 v Søndre Strømfjordu (Kangerlussuaq), která se dodnes používají jako hlavní grónská mezinárodní letiště.

Mapa Země Erika Rudého

Během této války se změnil systém vlády: Guvernér Eske Brun vládl ostrovu na základě zákona z roku 1925, který guvernérům umožňoval převzít vládu za mimořádných okolností; guvernér Aksel Svane byl přeložen do Spojených států, aby vedl komisi pro zásobování Grónska. V roce 1942 střežila severovýchodní pobřeží Grónska dánská hlídka Sirius, která používala psí spřežení. Odhalila několik německých meteorologických stanic a zalarmovali americké jednotky, které zařízení zničily. Po zhroucení Třetí říše Albert Speer krátce uvažoval o útěku v malém letadle, aby se ukryl v Grónsku, ale rozmyslel si to a rozhodl se vzdát ozbrojeným silám Spojených států.
Grónsko bylo až do roku 1940 chráněnou a velmi izolovanou společností. Dánská vláda si udržovala přísný monopol na grónský obchod a povolovala pouze drobný výměnný obchod s britskými velrybáři. V době války si Grónsko díky samosprávě a nezávislé komunikaci s okolním světem vytvořilo pocit soběstačnosti. Navzdory této změně doporučila v roce 1946 komise včetně nejvyšší grónské rady, Landsrådene, trpělivost a žádnou radikální reformu systému. O dva roky později byl zahájen první krok ke změně vlády, když byla ustavena velká komise. V roce 1950 byla předložena závěrečná zpráva (G-50), která doporučovala zavedení moderního sociálního státu, jehož sponzorem a vzorem byl dánský rozvoj. V roce 1953 se Grónsko stalo rovnoprávnou součástí Dánského království. V roce 1979 byla Grónsku uděleno domovské právo.

### Domovské právo a samospráva

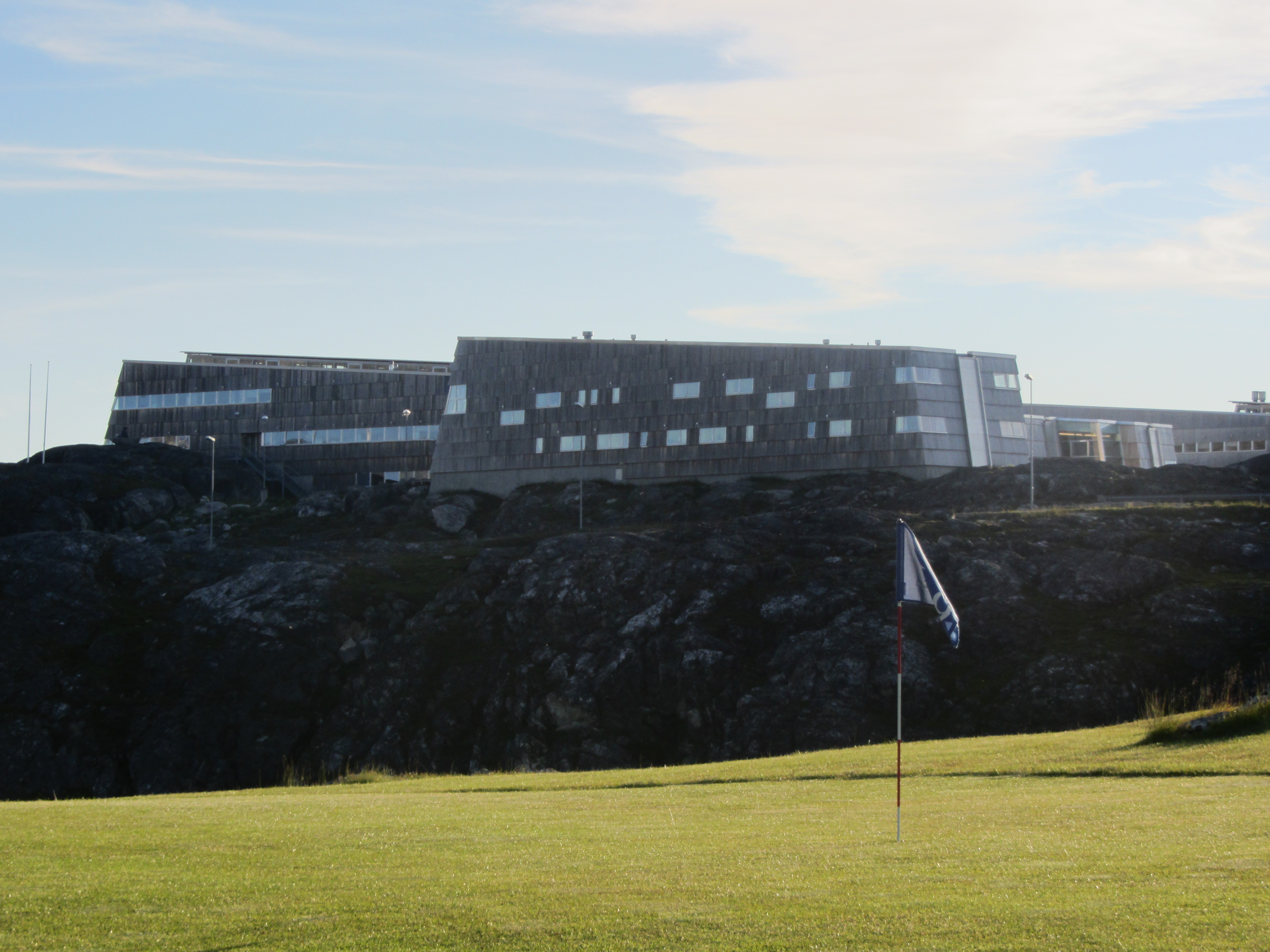
Pravopis a slovní zásobu grónského jazyka řídí Oqaasileriffik, sekretariát grónského jazyka, který sídlí na Grónské univerzitě v Nuuku

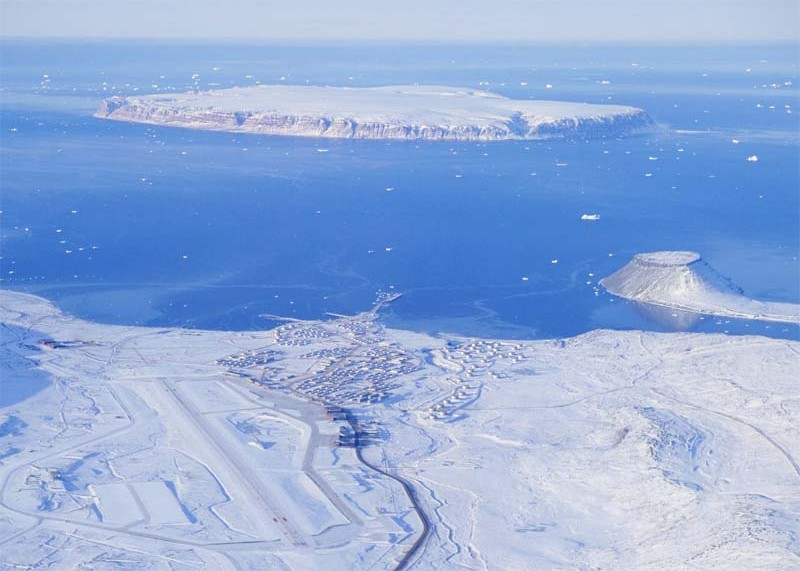
Spojené státy provozují leteckou základnu Thule, nyní Vesmírnou základnu Pituffik, od 50. let 20. století

V roce 1867 ministr zahraničí Spojených států amerických (USA) William H. Seward ve spolupráci s bývalým senátorem Robertem J. Walkerem zkoumal možnost koupě Grónska a možná i Islandu. Odpor v Kongresu tento projekt ukončil. Po druhé světové válce Spojené státy projevily o Grónsko geopolitický zájem a v roce 1946 nabídly Dánsku odkoupení ostrova za 100 milionů dolarů. Dánsko odmítlo ostrov prodat. V 21. století mají Spojené státy nadále zájem investovat do grónské surovinové základny a těžit ropné uhlovodíky u grónského pobřeží. V srpnu 2019 Spojené státy opět navrhly odkoupení země, což přimělo premiéra Kima Kielsena vydat prohlášení: „Grónsko není na prodej a nemůže být prodáno, ale Grónsko je otevřené obchodu a spolupráci s jinými zeměmi – včetně Spojených států.“
V roce 1950 Dánsko souhlasilo s tím, aby USA znovu získaly do užívání leteckou základnu Thule; ta byla v letech 1951–1953 výrazně rozšířena v rámci jednotné obranné strategie NATO za studené války. Místní obyvatelstvo tří blízkých vesnic bylo v zimě přesunuto o více než 100 km dále. Spojené státy se pokoušely vybudovat v grónském ledovci podzemní síť tajných odpalovacích stanovišť jaderných raket, nazvanou Projekt Iceworm. Podle dokumentů odtajněných v roce 1996 byl tento projekt řízen z Camp Century v letech 1960 až 1966, než byl jako neuskutečnitelný opuštěn. Rakety nebyly nikdy rozmístěny v terénu a nikdy k tomu nebyl vyžádán potřebný souhlas dánské vlády. Dánská vláda se o poslání programu dozvěděla až v roce 1997, kdy jej objevila, když v odtajněných dokumentech hledala záznamy týkající se havárie jaderně vybaveného bombardéru B-52 v Thule v roce 1968.
Dánská ústava z roku 1953 ukončila koloniální status Grónska a ostrov byl začleněn do dánské říše jako amt (kraj). Gróňanům bylo rozšířeno dánské občanství. Dánská politika vůči Grónsku spočívala ve strategii kulturní asimilace – neboli de-grónské asimilaci. V tomto období dánská vláda prosazovala výhradní používání dánštiny v úředních záležitostech a vyžadovala, aby Gróňané jezdili do Dánska na pomaturitní studium. Mnoho grónských dětí vyrůstalo v internátních školách v jižním Dánsku a řada z nich ztratila kulturní vazby na Grónsko. Zatímco tato politika „uspěla“ v tom smyslu, že Gróňané se z lovců, kteří se živili převážně vlastní obživou, stali urbanizovanými námezdními pracovníky, grónská elita začala znovu prosazovat grónskou kulturní identitu. Vzniklo hnutí za nezávislost, které dosáhlo svého vrcholu v 70. letech 20. století. V důsledku politických komplikací v souvislosti se vstupem Dánska na společný evropský trh v roce 1972 začalo Dánsko usilovat o jiný status Grónska, což vyústilo v zákon o domovské příslušnosti z roku 1979.

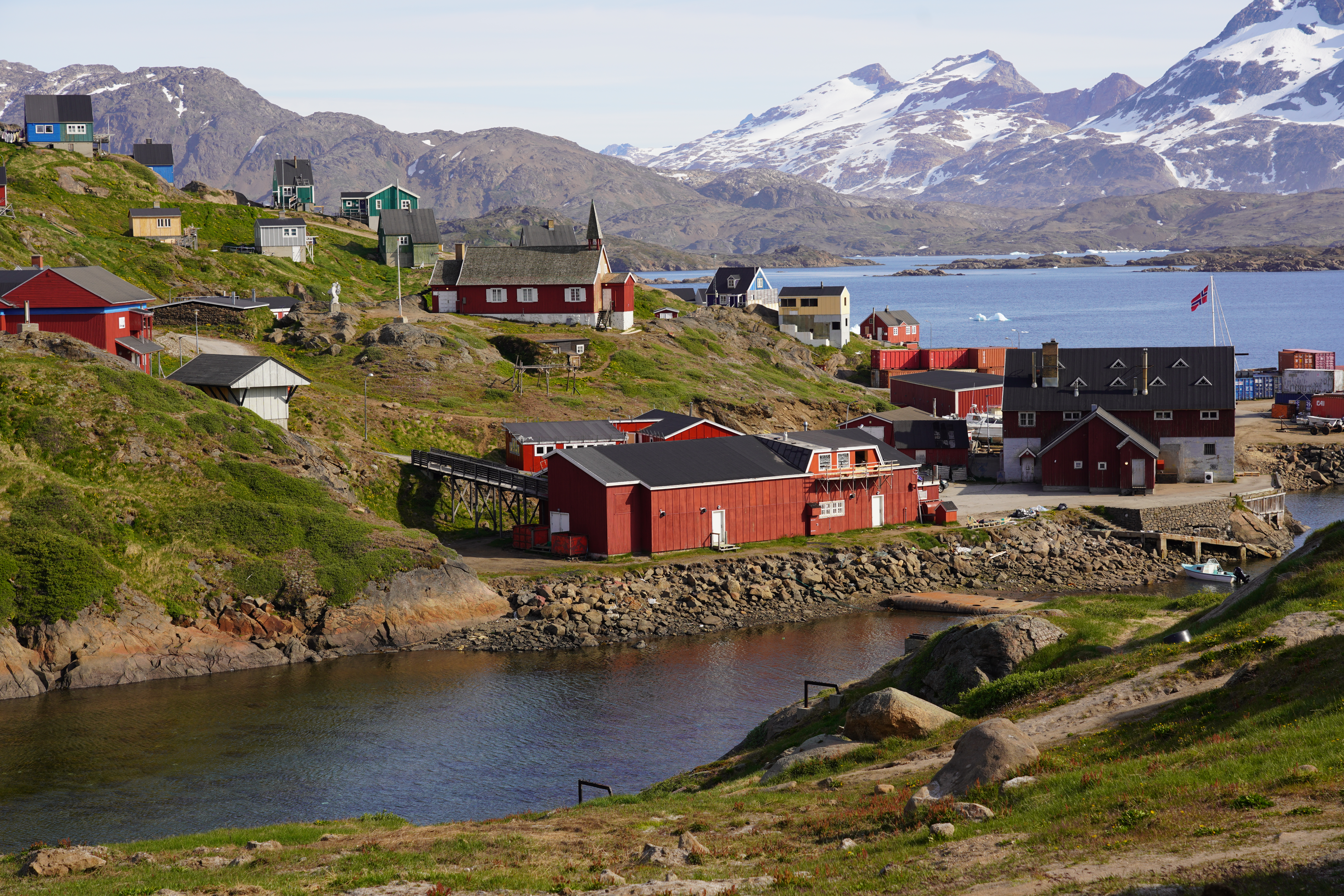
Sermiligaaq. V Grónsku se nachází více než 60 osad.

Díky tomu získalo Grónsko omezenou autonomii, kdy jeho vlastní zákonodárný sbor, Inatsisartut, převzal kontrolu nad některými vnitřními politikami, zatímco dánský parlament si ponechal plnou kontrolu nad vnější politikou, bezpečností a přírodními zdroji. Zákon vstoupil v platnost 1. května 1979. Hlavou grónského státu zůstává dánský král Frederik X. V roce 1985 Grónsko po dosažení autonomie vystoupilo z Evropského hospodářského společenství (EHS), protože nesouhlasilo s předpisy EHS o komerčním rybolovu a se zákazem EHS týkajícím se výrobků z tuleních kůží. V referendu v listopadu 2008 grónští voliči schválili v referendu větší autonomii. Podle jedné studie hlasování v roce 2008 vytvořilo něco, co „lze považovat za systém mezi domovským právem a úplnou nezávislostí“.
V červnu 2009 získalo Grónsko samosprávu s ustanoveními o převzetí odpovědnosti za samosprávu v oblasti soudnictví, policie a přírodních zdrojů. Také Gróňané byli uznáni jako samostatný národ podle mezinárodního práva. Dánsko si ponechává kontrolu nad zahraničními záležitostmi a obranou. Dánsko zachovává roční paušální dotaci ve výši 3,2 miliardy dánských korun, ale s tím, jak Grónsko začne získávat příjmy ze svých přírodních zdrojů, bude se dotace postupně snižovat. To je obecně považováno za krok k případné úplné nezávislosti na Dánsku. Při historickém ceremoniálu byla grónština prohlášena za jediný úřední jazyk Grónska.

## Symboly
Grónsko, dánské závislé území, užívá vedle dánských symbolů i své vlastní.

### Vlajka
Grónská vlajka je tvořena dvěma vodorovnými pruhy, bílým a červeným. Uprostřed, blíže k žerdi, je umístěno kruhové pole s obrácenými barvami (horní část je červená, spodní bílá). Střed kruhového pole, o průměru ⅔ šířky, je umístěn od žerdi 7/18 délky vlajky.

### Znak
Grónský znak je tvořen modrým štítem se stříbrným ledním medvědem ve vzpřímeném postavení.

### Hymna
Grónská hymna je píseň Nunarput utoqqarsuanngoravit (česky Naše země, tys tak stará). Text napsal Henrik Lund, hudbu složil varhaník a skladatel Jonathan Petersen.

## Geografie

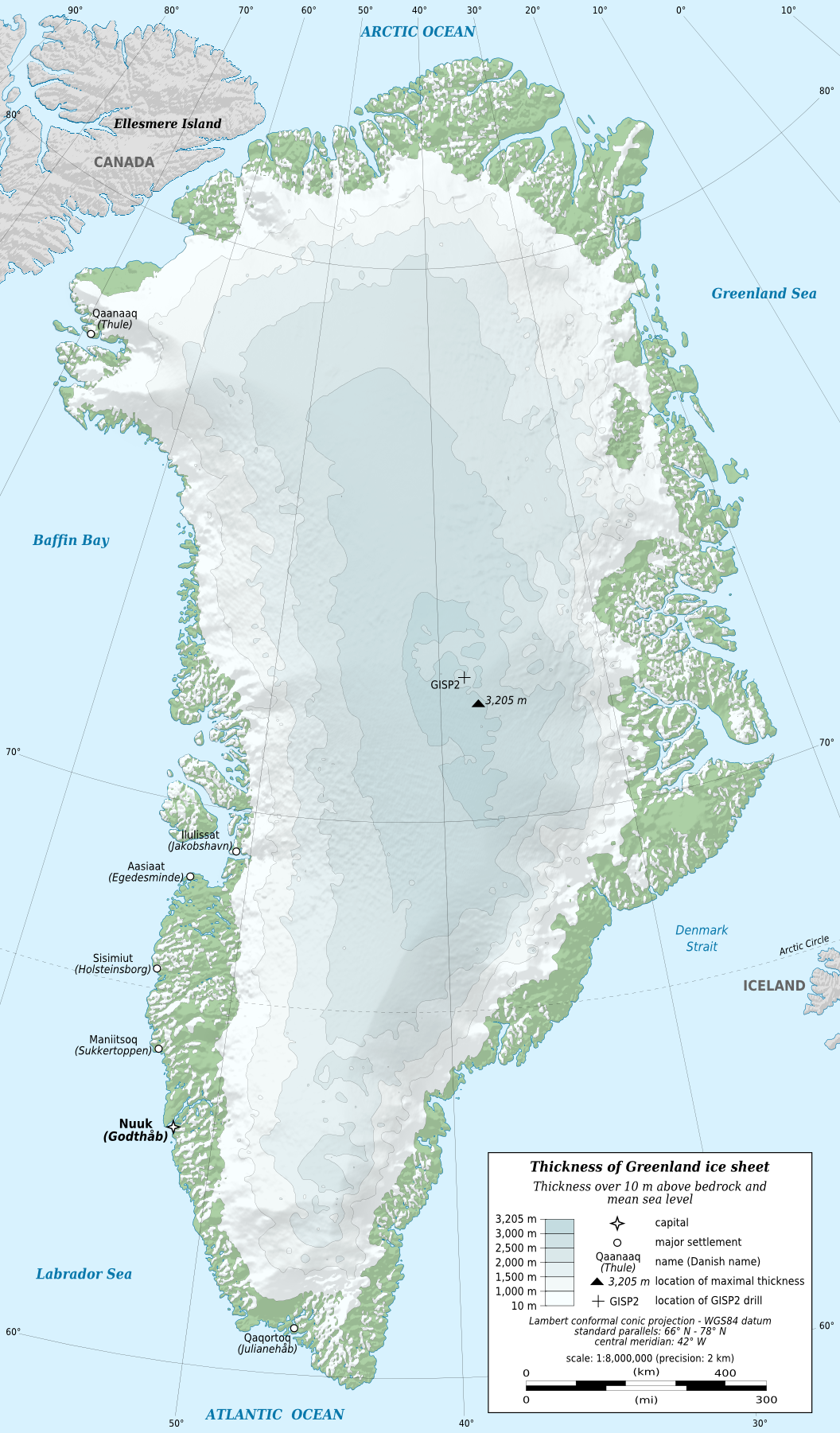
Mapa Grónska

Grónsko je největší ostrov na světě, který není kontinentem, a po Kanadě a Spojených státech je třetí největší oblastí Severní Ameriky. Rozkládá se mezi 59° a 83° severní šířky a 11° a 74° západní délky. Grónsko je na severu ohraničeno Severním ledovým oceánem, na východě Grónským mořem, na jihovýchodě Severním Atlantským oceánem, na jihozápadě Davisovým průlivem, na západě Baffinovým zálivem, na severozápadě Naresovým průlivem a Lincolnovým mořem. Nejbližšími zeměmi Grónska jsou Kanada, s níž má společnou námořní hranici na západě a jihozápadě přes Naresův průliv a Baffinův záliv a také společnou pozemní hranici na Hansově ostrově; a dále Island, ležící jihovýchodně od Grónska v Atlantském oceánu. V Grónsku se také nachází největší národní park na světě a podle rozlohy je Grónsko největším závislým územím na světě a čtvrtým největším územním členěním na světě po Jakutské republice v Rusku, australském státě Západní Austrálie a ruském Krasnojarském kraji a zároveň největším v Severní Americe.
Vůbec nejnižší teplota na severní polokouli byla zaznamenána v Grónsku, poblíž topografického vrcholu Grónského ledového příkrovu, 22. prosince 1991, kdy teplota dosáhla -69,6 °C. V Nuuku se průměrná denní teplota v průběhu ročních období pohybuje od -5,1 do 9,9 °C. Celková rozloha Grónska je 2 166 086 km² (včetně dalších menších ostrovů v pobřežních vodách), z čehož Grónský ledový příkrov pokrývá plochu 1 755 637 km² (81 %) a má objem přibližně 2 850 000 km3. Nejvyšším bodem Grónska je Gunnbjørn s výškou 3 700 m ve Watkinsově pohoří (Východogrónské pohoří). Většina Grónska má však nadmořskou výšku menší než 1500 m.
Tíha ledového příkrovu snížila centrální část pevniny a vytvořila kotlinu ležící více než 300 m pod úrovní moře, zatímco v blízkosti pobřeží se nadmořská výška náhle a strmě zvedá.

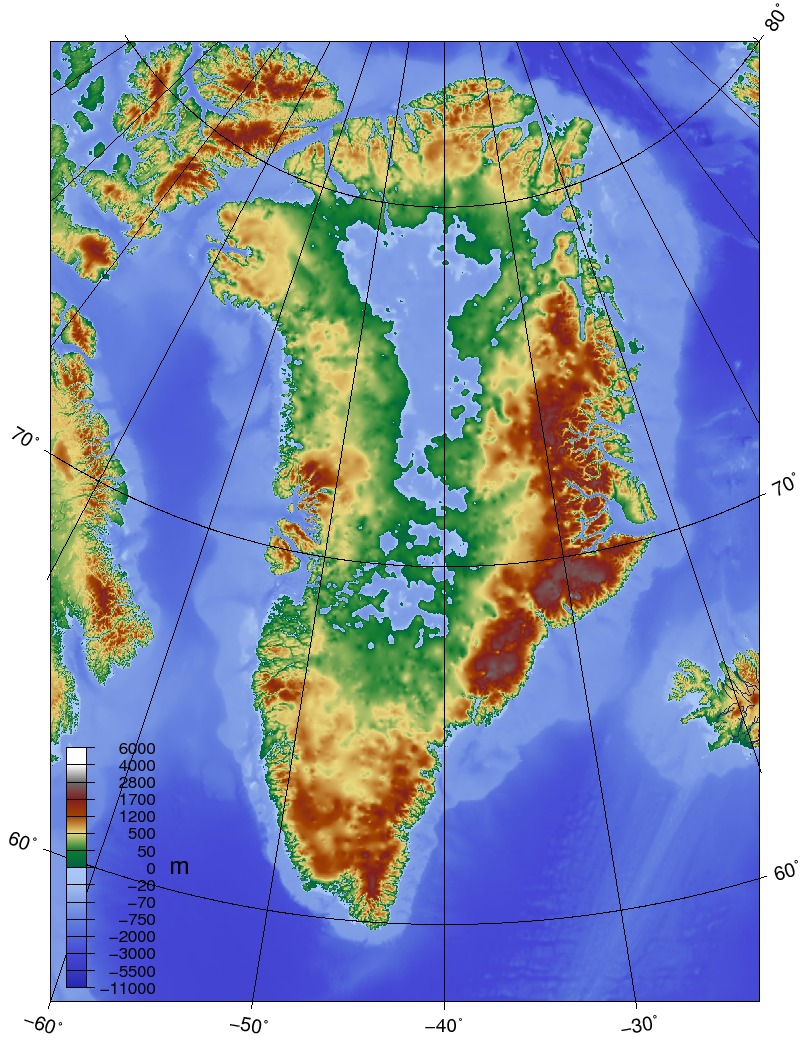
Grónské podloží (současná nadmořská výška)

Led teče většinou směrem od středu ostrova k pobřeží. Průzkum vedený francouzským vědcem Paulem-Emilem Victorem v roce 1951 dospěl k závěru, že pod ledovým příkrovem se Grónsko skládá ze tří velkých ostrovů, což je sporné, ale pokud by tomu tak bylo, byly by od sebe odděleny úzkými průlivy, ústícími do moře u Ledovcového fjordu v Ilulissatu, u Grónského velkého kaňonu a jižně od Nordostrundingenu.
Všechna města a osady Grónska se nacházejí na pobřeží v místech, kde není zalednění, přičemž obyvatelstvo je soustředěno podél západního pobřeží. Severovýchodní část Grónska není součástí žádné obce, ale nachází se zde největší národní park na světě, Národní park Severovýchodní Grónsko.
Na ledovém příkrovu v ledem pokryté centrální části Grónska (na přilehlé mapě vyznačeno bleděmodře) byly zřízeny nejméně čtyři vědecké expediční stanice a tábory: Eismitte, North Ice, North GRIP Camp a The Raven Skiway. Na ledovém příkrovu se nachází celoroční stanice Summit Camp, založená v roce 1989. Radiostanice Jørgen Brønlund Fjord byla až do roku 1950 nejsevernějším stálým stanovištěm na světě.
Úplný sever Grónska, Pearyho země, není pokryta ledovým příkrovem, protože vzduch je zde příliš suchý na to, aby se zde vytvářel sníh, který je pro výrobu a udržování ledového příkrovu nezbytný. Pokud by grónský ledový příkrov zcela roztál, hladina světového moře by se zvedla o více než 7 m.
V roce 2003 objevil arktický badatel Dennis Schmitt se svým týmem na souřadnicích 83–42 malý ostrov o rozměrech 35 × 15 m na délku i na šířku. Zda je tento ostrov trvalý, není zatím potvrzeno. Pokud ano, jedná se o nejsevernější známou stálou pevninu na Zemi.
V roce 2007 byla oznámena existence nového ostrova. Tento ostrov, pojmenovaný „Uunartoq Qeqertaq“ (česky „Oteplovací ostrov“), se u pobřeží Grónska nacházel odjakživa, ale byl zakryt ledovcem. V roce 2002 bylo zjištěno, že se tento ledovec rychle zmenšuje a do roku 2007 zcela roztál, takže ostrov zůstal obnažený. V roce 2007 byl ostrov vyhlášen místem roku v Oxfordském atlase světa. Ben Keene, editor atlasu, se k tomu vyjádřil:
„V posledních dvou nebo třech desetiletích globální oteplování zmenšilo velikost ledovců v celé Arktidě a na začátku tohoto roku zpravodajské zdroje potvrdily to, co klimatologové již věděli: pod tímto ledovým mostem na východním pobřeží Grónska leží voda, nikoliv skála. Je pravděpodobné, že se objeví další ostrůvky, protože zmrzlá vodní pokrývka pokrývající největší ostrov světa nadále taje.“
Kolem historie ostrova se vedou určité spory, konkrétně o to, zda se ostrov mohl objevit během krátkého teplého období v Grónsku v polovině 20. století.

### Zalednění
Podrobnější informace naleznete v článku Grónský ledovec.
Grónský ledovec má dvě hlavní elevace, kupole, jejichž styk je kolizní a tvoří se zde vnitřní ledovcové proudy, které se pohybují neobvyklou rychlostí až 10 km/rok. Rozloha grónského zalednění je 1,79 milionů kilometrů čtverečních, objem ledu je 2,6 milionů kilometrů krychlových. Nejvyšší ledový vrchol severní (větší) elevace je 3270 m n. m., nejvyšší skalní bod Gunnbjörnskjöld dosahuje výšky 3734 m. Největší známá mocnost ledovce v centrální části je 3410 m. Stáří grónského zalednění sahá daleko do třetihor (miocén, zhruba před 7 milióny lety), ovšem samotný led díky koloběhu tak starý není, nejstarší části jsou staré něco přes 100 000 let.

#### Tání ledovců
V minulých letech bylo pozorováno zrychlení pohybu a tání grónských ledovců spojené se ztenčováním jejich spodní vrstvy, jakmile dosáhnou moře. V prvním desetiletí 21. století se povrchové tání grónských ledovců urychlilo tak, že ledová masa se v letech 1996 až 2007 zmenšila asi o třetinu. Studie amerického Národního úřadu pro letectví a vesmír publikovaná v roce 2010 v časopise Nature Geoscience ukázala, že ledovce v západním Grónsku tají stokrát rychleji ve své spodní části pod hladinou oceánu než na povrchu. Oceánská voda o teplotě 3 °C může rozpouštět ledovec rychlostí několik metrů za den.
Další z důvodů tání je tmavnutí Grónského ledovce, který ztrácí svou odrazovou schopnost a více vstřebává sluneční paprsky. Zešednutí povrchu ledovce způsobily saze z průmyslové výroby, prach, písek a popel z požárů a sopečných výbuchů. Písek, vznikající při tání, může být pro Grónsko ekonomickým přínosem.

### Změna klimatu
V letech 1989 až 1993 provedli američtí a evropští klimatologové vrty na vrcholu grónského ledového příkrovu a získali dvojici 3 km dlouhých ledových jader. Analýza vrstvení a chemického složení jader poskytla nový převratný záznam o změnách klimatu na severní polokouli za posledních přibližně 100 000 let a ukázala, že počasí a teplota na světě se často rychle měnily z jednoho zdánlivě stabilního stavu do druhého, což mělo celosvětové důsledky. Tání grónských ledovců také přispívají k rychlejšímu zvyšování hladiny světového oceánu, než se dosud předpokládalo. V letech 1991–2004 sledování počasí na jednom místě (Swiss Camp) ukázalo, že průměrná teplota v zimě stoupla o téměř 6 °C. Jiný výzkum ukázal, že vyšší sněhové srážky způsobené severoatlantickou oscilací způsobily, že vnitřní strana ledovce v letech 1994–2005 zesílila v průměru o 6 cm.
V červenci 2021 Grónsko zakázalo veškerou novou těžbu ropy a zemního plynu na svém území, přičemž vládní představitelé uvedli, že ekologická „cena těžby ropy je příliš vysoká“.
V srpnu 2021 na vrcholu grónského ledovce poprvé v zaznamenané historii zapršelo, což vědci přičítají vlivu klimatických změn. Mezi lety 1994 a 2024 se zároveň na území ostrova zdvojnásobilo množství plochy zarostlé rostlinami.

### Geologie
Ostrov byl součástí velmi starého prekambrického kontinentu Laurentie, jehož východní jádro tvoří grónský štít, zatímco méně exponované pobřežní pásy tvoří náhorní plošinu. Na těchto nezaledněných pobřežních pásech se nacházejí sedimenty vzniklé v prekambriu, přeměněné metamorfismem a nyní tvořené ledovci, které v některých částech ostrova pokračují až do kenozoika a mezozoika. Na východě a západě Grónska se nacházejí zbytky záplavových čedičů. Významné horninové provincie (metamorfované vyvřelé horniny, ultramafity a anortozity) se nacházejí na jihozápadním pobřeží v Qeqertarsuatsiaatu. Východně od Nuuku se nachází pásová železorudná oblast Isukasia, stará přes tři miliardy let, která obsahuje nejstarší horniny na světě, jako je greenlandit (hornina složená převážně z rohovce a hyperthenu), který vznikl před 3,8 miliardami let, a nuummit. V jižním Grónsku je alkalický komplex Illimaussaq tvořen pegmatity, jako jsou nefelinit, syenity (zejména kakortokit nebo novajit) a sodalit (sodalit-foya). V Ivittuutu, kde se dříve těžil kryolit, se nacházejí fluoridonosné pegmatity. Severně od Igaliku se nacházejí gardarské alkalické pegmatitové intruze augitového syenitu, gabra aj.
V celém Grónsku se nachází bohaté zásoby minerálů. Bylo zde objeveno kolem 500 různých minerálů, z čehož 50 druhů bylo poprvé nalezeno a popsáno právě v Grónsku. Na minerály nejbohatší území je Ilimmaasaq nacházející se 11 km východně od jihogrónského města Narsaq, kde bylo zjištěno na 200 různých minerálů, z čehož jsou více než polovina křemičitany. Několik zdejších minerálů (např. naujakasit) nebylo doposud objeveno jinde než zde. Z různých minerálů stojí za pozornost sorensenit, tundrit, semenovit, villiaumit a zejména tuttupit, který se používá jako zdobný kámen.
Grónské nerostné bohatství, které je v současnosti hospodářsky využíváno, zahrnuje hlavně kryolit, galenit neboli leštěnec olověný, sfalerit neboli blejno zinkové, uran a uhlí. Mimo to se v moři obklopující grónské pobřeží předpokládají zásoby ropy a zemního plynu, o něž probíhaly dlouhé spory mezi grónskou samosprávou a dánskou vládou. Po ustanovení autonomie bylo vydáno zvláštní Ustanovení o nerostném bohatství, které obsahuje bližší podmínky částečně v Zákoně o autonomii (Lov om Grønlands hjemmestyre), dále v revidovaném Zákoně o zásobách minerálů v Grónsku. Základní ustanovení těchto zákonů vychází z toho, že grónský lid má právo nakládat se svými přírodními zdroji. Dále je ustanoveno, že o budoucím využívání těchto zdrojů má rozhodovat společný grónsko-dánský výbor.
Na západě a jihozápadě se nacházejí paleozoické karbonatitové komplexy v Kangerlussuaqu (Gardinerův komplex) a Safartoqu a bazické a ultrabazické vyvřelé horniny v Uiffaqu na ostrově Disko, kde se v čedičích nacházejí masy těžkého původního železa o hmotnosti až 25 t.
Paleontologie Východního Grónska je mimořádně bohatá, vyskytují se zde někteří z raných čtyřnožců, například devonští Acanthostega a Ichthyostega, a unikátní triasoví živočichové, například fytosaurus Mystriosuchus alleroq[108] a dinosauři Issi saaneq a sauropodomorfové.

### Biodiverzita

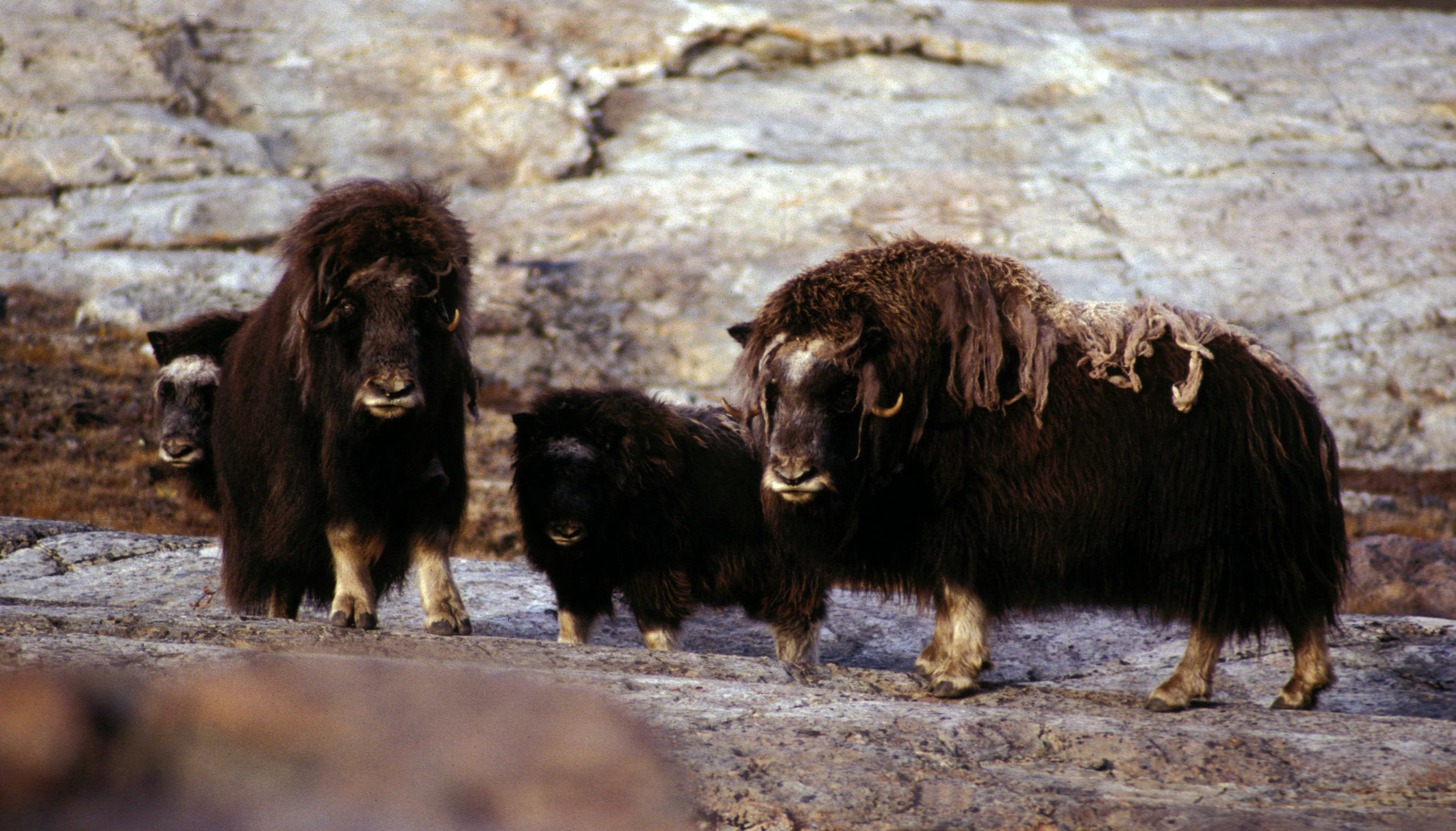
Pižmoni v Grónsku

Grónsko je domovem dvou ekoregionů: Kalaallit Nunaat vysoká arktická tundra a Kalaallit Nunaat nízká arktická tundra.
Z Grónska je známo přibližně 700 druhů hmyzu, což je ve srovnání s jinými zeměmi málo (celosvětově bylo popsáno přes milion druhů). Moře je bohaté na ryby a bezobratlé, zejména v mírnějším Západogrónském proudu; velká část grónské fauny je vázána na mořské potravní řetězce, včetně velkých kolonií mořských ptáků. Mezi několik málo původních suchozemských savců v Grónsku patří lední medvěd, sob (introdukovaný Evropany), liška polární, polární zajíc, pižmoň severní, lumík obojkový, lasice hranostaj a polární vlk. Poslední čtyři jmenovaní se přirozeně vyskytují pouze ve východním Grónsku, kam se přistěhovali z Ellesmerova ostrova. Na pobřeží žijí desítky druhů tuleňů a velryb. Suchozemskou faunu tvoří převážně živočichové, kteří se sem rozšířili ze Severní Ameriky nebo, v případě mnoha ptáků a hmyzu, z Evropy. Na ostrově se nevyskytují žádní původní ani volně žijící plazi nebo obojživelníci.

### Rostlinstvo

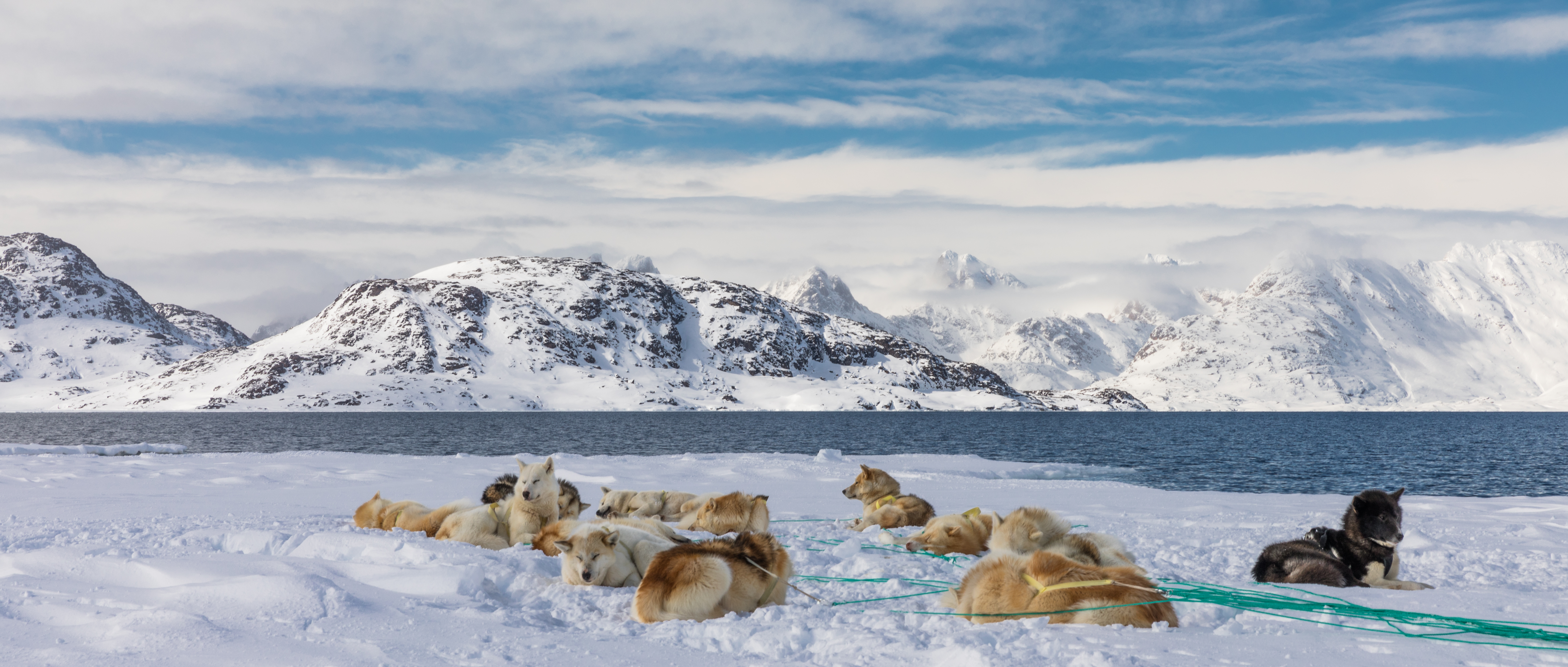
Grónský pes byl před 1000 lety dovezen ze Sibiře

Fytogeograficky patří Grónsko do arktické provincie cirkumboreální oblasti v rámci boreální říše. Vegetace ostrova je řídká, rostlinstvo tvoří především travnaté plochy a drobné keře, které pravidelně spásá dobytek. Nejběžnějším stromem pocházejícím z Grónska je bříza pýřitá (Betula pubescens), dále vrba sivá (Salix glauca), jeřáb ptačí (Sorbus aucuparia), jalovec obecný (Juniperus communis) a další menší stromy, především vrby.
Grónskou flóru tvoří asi 500 druhů „vyšších“ rostlin, tj. krytosemenných rostlin, kapradin, přesliček a lýkovců. Z ostatních skupin jsou nejrozmanitější lišejníky, kterých je asi 950 druhů; hub je 600–700 druhů; vyskytují se také mechy a mechorosty. Většina vyšších rostlin Grónska má cirkumpolární nebo cirkumboreální rozšíření; pouze dvanáct druhů lomikamenů a jestřábníků je endemických. Několik rostlinných druhů bylo zavlečeno Seveřany, např. vikev ptačí.

### Fauna

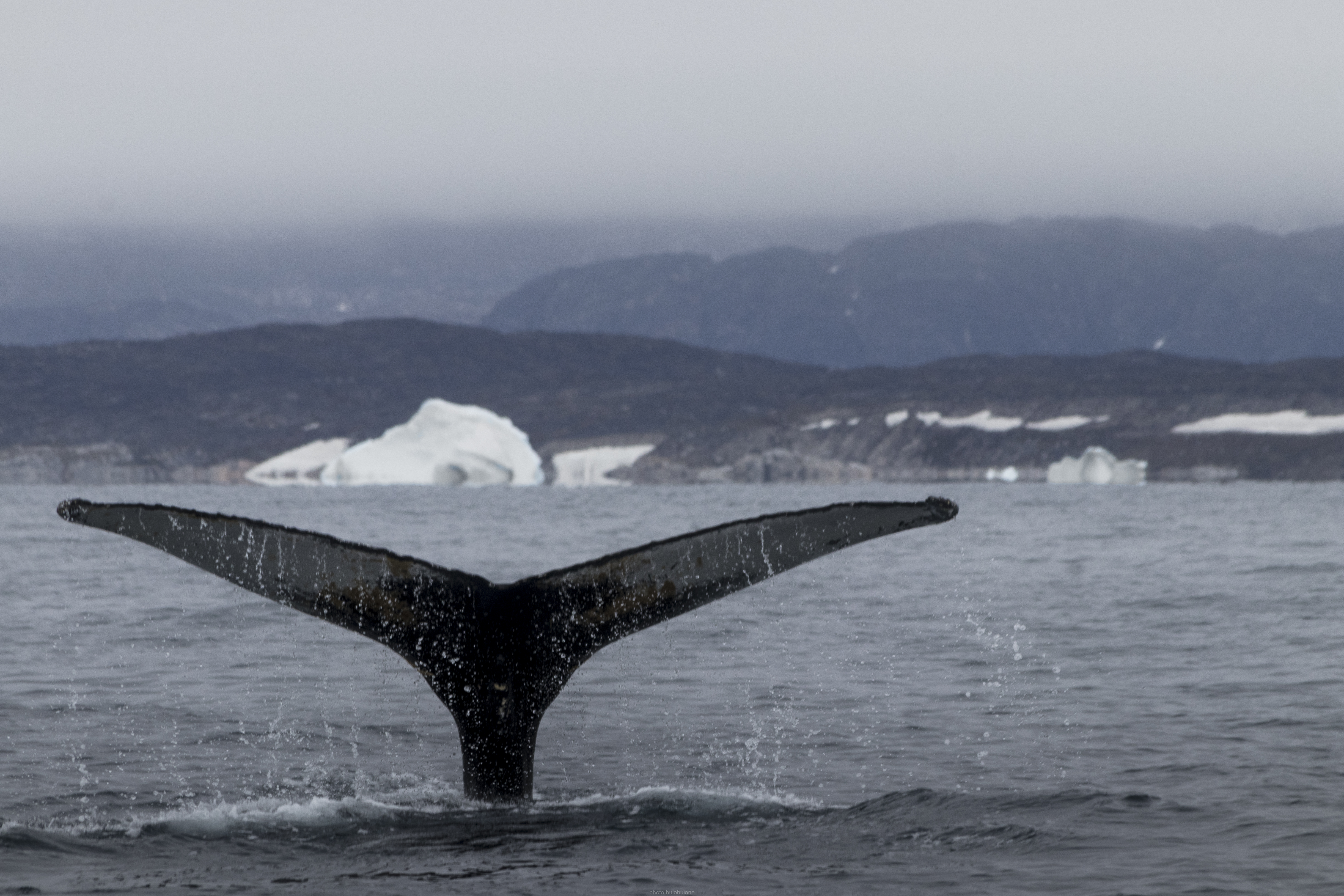
Keporkak Megaptera novaeangliae v zátoce Disko u Ilulissatu

Nejznámější zástupce grónské fauny je lední medvěd (grónsky nanoq). Žije převážně na nejzazším severu a v Severogrónském národním parku, který je největším národním parkem na světě. Na krách unášených Východogrónským proudem, se může dostat na lovu tuleňů až na jih (Nanortalik) a s jiným prouděním ledových ker až do Upernaviku v severozápadním Grónsku. Druhý největší grónský savec je tur pižmový (pižmoň), který se původně vyskytoval jen na severu Grónska, často ve velkých skupinách. Několik jedinců bylo ale nasazeno i na západním pobřeží, např. v Kangerlussuaq, Ivittuut nebo u Upernavik a rozmnožili se tam. Sobi se vyskytují převážně ve velkých stádech na západním pobřeží.
Menší savci jako hranostaj či lumík žijí jen na severovýchodě Grónska, vlk polární zase jen na nejvzdálenějším severu. Velmi rozšíření jsou zajíc polární a liška polární.
Mezi suchozemské obratlovce Grónska patří pes grónský, který byl dovezen Inuity, a také evropsky introdukované druhy, jako jsou grónské ovce, kozy, skot, sobi, koně, slepice a ovčácký pes, což jsou potomci zvířat dovezených Evropany. Mezi mořské savce patří tuleň čepcol hřebenatý (Cystophora cristata) a také tuleň kuželozubý (Halichoerus grypus). Koncem léta a začátkem podzimu proplouvají v těsné blízkosti grónských břehů často velryby. Mezi velryby patří běluha, plejtvák obrovský, velryba grónská, plejtvák myšok, keporkak, plejtvák malý, narval, kulohlavec a vorvaň obrovský.
K roku 2009 je z vod obklopujících Grónsko známo 269 druhů ryb z více než 80 různých čeledí. Téměř všechny jsou mořské druhy, pouze několik druhů žije ve sladkých vodách, zejména losos atlantský a siven. Rybářství je hlavním odvětvím grónské ekonomiky a tvoří většinu celkového exportu země.
Ptáci, zejména mořští, jsou důležitou součástí grónské fauny; tvoří je palearktické i nearktické druhy, na strmých svazích hor se vyskytují hnízdní populace alek, papuchalků, chaluh a racků rodu rissa. Mezi grónské kachny a husy patří kajka mořská, hoholka lední, kajka královská, husa běločelá, husa krátkozobá a berneška bělolící. Mezi hnízdící stěhovavé ptáky patří sněhule severní, strnad severní, kulík písečný, potáplice malá a lyskonoh úzkozobý. Mezi nestěhovavé suchozemské ptáky patří čečetka bělavá, bělokur horský, kalous pustovka, sovice sněžní, raroh lovecký a orel mořský.

## Politika

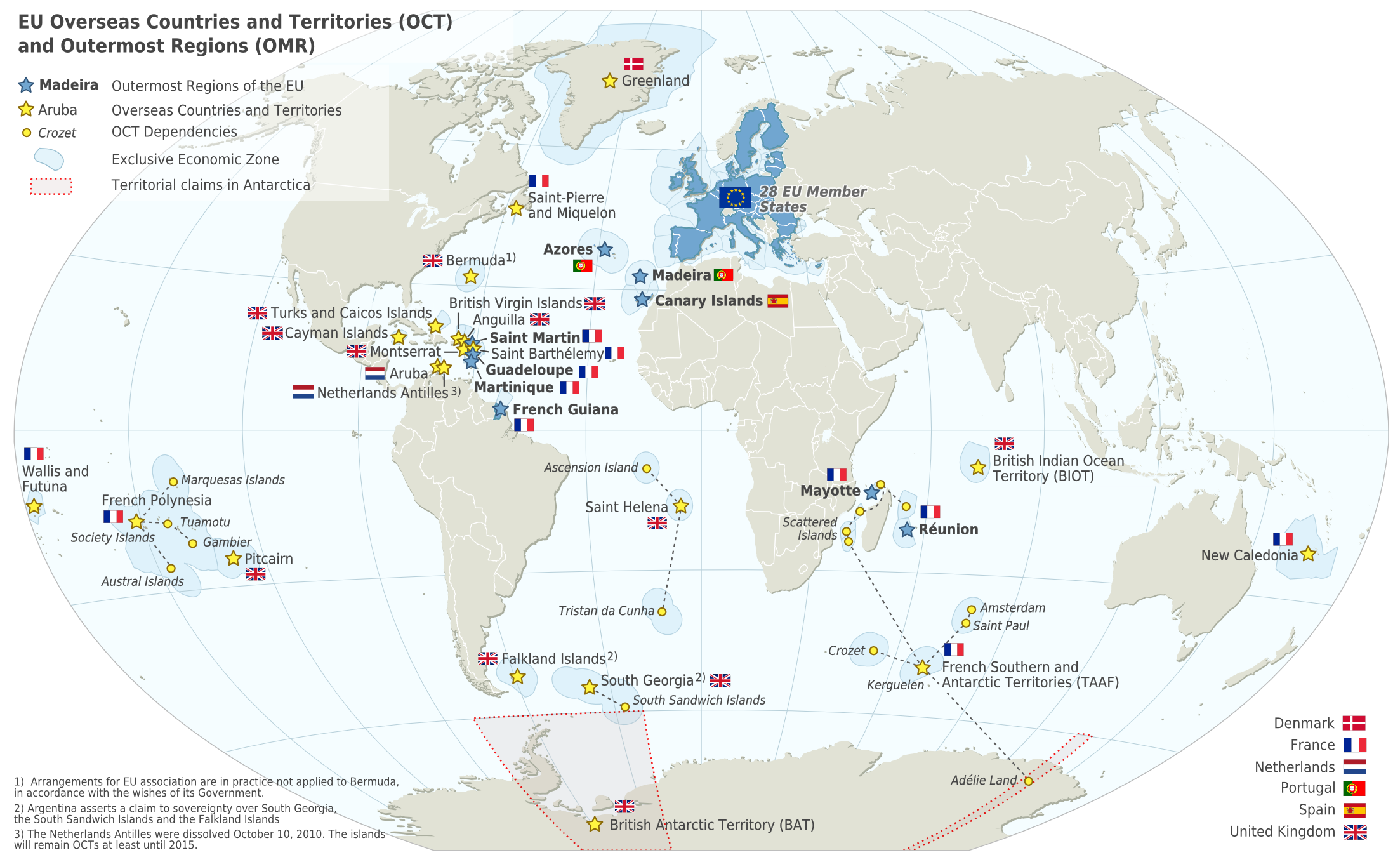
Zvláštní území Evropské unie (k 31. lednu 2020)

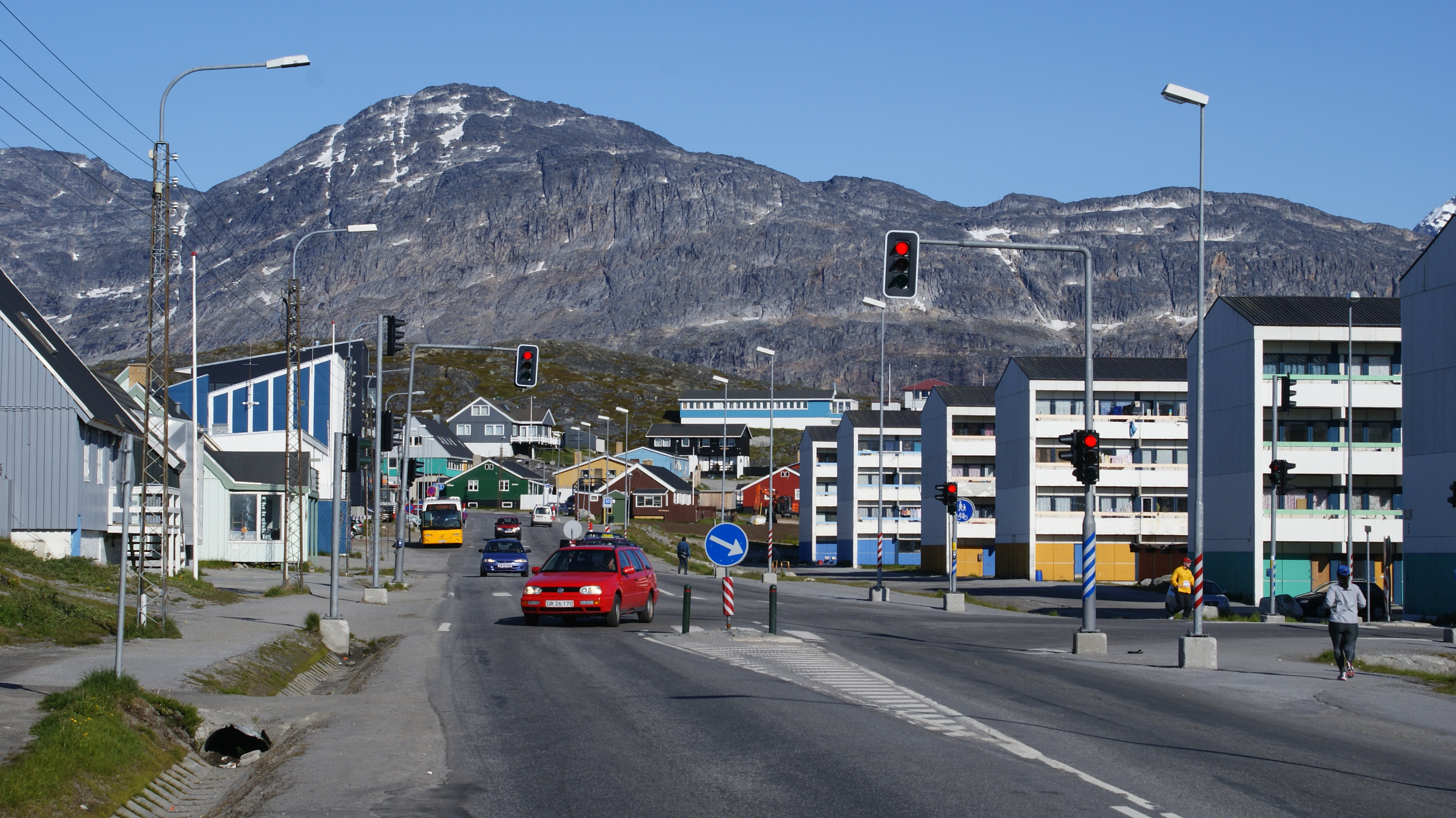
Nuuk je hlavní město Grónska a sídlo vlády

Grónská vláda má výkonnou moc v záležitostech místní samosprávy. Hlava vlády se nazývá Naalakkersuisut Siulittaasuat („premiér“) a vykonává funkci hlavy grónské vlády. Každý další člen vlády se nazývá Naalakkersuisoq („ministr“). Grónský parlament se nazývá Inatsisartut („zákonodárci“). Parlament má v současnosti 31 členů.
V současné době se konají volby na úrovni obcí, státu (Inatsisartut) a celého království (Folketing).
Grónsko je samosprávným celkem v rámci konstituční monarchie Dánského království, v níž je hlavou státu král Frederik X. Panovník si oficiálně ponechává výkonnou moc a předsedá Státní radě (tajné radě), avšak po zavedení parlamentního systému vlády se povinnosti panovníka od té doby staly ryze reprezentativními a ceremoniálními, jako je formální jmenování a odvolávání předsedy vlády a dalších ministrů výkonné vlády (celého Dánského království). Monarcha není odpovědný za své činy a jeho osoba je nedotknutelná.

### Politický systém
Stranickému systému dominovala sociálnědemokratická strana Pokroková strana (Grónsko) a demokratická socialistická strana Inuitské společenství, které se obecně zasazují o větší nezávislost na Dánsku. Zatímco ve volbách v roce 2009 došlo k výraznému poklesu unionistické strany Demokraté (dva poslanci), ve volbách v roce 2013 se upevnila moc obou hlavních stran na úkor menších uskupení a do parlamentu byla poprvé zvolena ekosocialistická Inuitská strana. Dominance Pokrokové strany a Inuitského společenství začala slábnout po předčasných volbách v letech 2014 a 2018.
Nezávazné referendum o samosprávě z roku 2008, které se vyslovilo pro větší samosprávu a autonomii, bylo schváleno a získalo 76 % hlasů.
V předčasných parlamentních volbách v březnu 2025 zvítězila strana Demokraté (Demokraat), které obsadilo 10 křesel, druhé skončilo opoziční hnutí Naleraq, osm křesel v parlamentu. Předchozí vládnoucí strana Inuitské společenství (Inuit Ataqatigiit) a její koaliční partner Pokroková strana (Siumut) skončily na třetím a čtvrtek místě.

#### Vztahy s EU
V roce 1985 Grónsko na základě referenda vystoupilo z Evropského hospodářského společenství (EHS), na rozdíl od Dánska, které zůstalo jeho členem. Z EHS se později stala Evropská unie (EU, přejmenovaná a rozšířená v roce 1992). Grónsko si zachovává některé vazby prostřednictvím přidruženého vztahu k EU. Právo EU se však na Grónsko z velké části nevztahuje, s výjimkou oblasti obchodu. Grónsko je označeno jako člen zámořských zemí a území (ZZÚ), a není tedy oficiálně součástí Evropské unie, ačkoli Grónsko může dostávat a dostává podporu z Evropského rozvojového fondu, víceletého finančního rámce, Evropské investiční banky a programů EU.

### Vláda

Kraje v Grónsku

Hlavou státu Grónska je dánský král Frederik X. Králova vláda v Dánsku jmenuje vysokého komisaře (Rigsombudsmand), který ho na ostrově zastupuje. Komisařkou je Julie Præst Wilcheová.
Grónsko volí dva zástupce do parlamentu Dánského království (Folketinget) z celkového počtu 179 poslanců. V současnosti jsou jimi Aki-Matilda Høegh-Damová z Pokrokové strany a Aaja Chemnitzová Larsenová z Inuitského společenství.
Grónsko má národní parlament, který se skládá z 31 zástupců. Vládu tvoří Naalakkersuisut, jehož členy jmenuje premiér. V čele vlády stojí premiér, obvykle předseda většinové strany v parlamentu. Premiérem je od 28. března 2025 Jens Frederik Nielsen ze strany Demokraté (Grónsko), jehož strana zvítězila v předčasných parlamentních volbách, které se uskutečnily 11. března 2025. 

### Vojenství
V Grónsku se nachází několik amerických a dánských vojenských základen, včetně vesmírné základny Pituffik (dříve letecká základna Thule), která je domovem globální sítě senzorů Vesmírných sil Spojených států amerických zajišťujících varování před raketami, sledování vesmíru a řízení vesmíru pro Severoamerické velitelství protivzdušné obrany (NORAD). Prvky senzorových systémů jsou řízeny a kontrolovány prostřednictvím jednotek Space Delt 2, 4 a 6.
V roce 1995 došlo v Dánsku k politickému skandálu poté, co zpráva odhalila, že vláda dala tichý souhlas k umístění jaderných zbraní v Grónsku, což je v rozporu s dánskou politikou bezjaderné zóny z roku 1957. Spojené státy vybudovaly na grónském ledovém příkrovu tajnou základnu s jaderným pohonem nazvanou Camp Century. Dne 21. ledna 1968 se letoun B-52G se čtyřmi jadernými bombami na palubě v rámci operace Chrome Dome zřítil na led v zálivu North Star Bay při pokusu o nouzové přistání na letecké základně Thule. Vzniklý požár způsobil rozsáhlé radioaktivní zamoření. Jedna z vodíkových bomb zůstala ztracena.

### Administrativní dělení
Grónsko se od roku 2009 dělí na pět velkých území známé jako kraje (grónsky kommuneqarfiit, dánsky kommuner): Sermersooq (v překladu „Hodně ledu“) kolem hlavního města Nuuk a zahrnující také všechny obce na východním pobřeží; Kujalleq („Jih“) kolem mysu Farewell; Qeqqata („Střed“) severně od hlavního města podél Davisova průlivu; Qeqertalik („Ten s ostrovy“) kolem zálivu Disko; a Avannaata („Sever“) na severozápadě; poslední dva jmenované kraje vznikly v roce 2018 v důsledku rozdělení kraje Qaasuitsup, jednoho z původních čtyř. Severovýchod ostrova tvoří nezačleněný Národní park Severovýchodní Grónsko. Nezačleněná je také Vesmírná základna Pituffik, enkláva v rámci kraje Avannaata spravovaná vesmírnými silami Spojených států. V době její výstavby zde žilo až 12 000 amerických obyvatel, v posledních letech se však jejich počet pohybuje pod hranicí 1000.

### Zahraniční vztahy
Grónsko je členem řady mezinárodních institucí. Roku 1984 se připojilo k Severské radě a od té doby se účastní jednání Severské rady ministrů. Grónský parlament vysílá dva členy do dánské delegace v Severské radě. V roce 1985 vznikla Západoseverská rada jako zvláštní fórum k jednání nadací Nordic Atlantic Cooperation a West-Nordic Foundation usilující o podporu vzájemného obchodu a průmyslu. Jejími členy jsou mimo Grónska ještě Island a Faerské ostrovy.
Grónsko uzavřelo s některými zeměmi bilaterální smlouvy o rybaření (Evropskou unií, Norskem, Ruskem, Faerskými ostrovy, Islandem). S Islandem a Norskem existuje smlouva o lovu huňáčka severního a s Kanadou o lovu narvala a běluhy mořské.
Grónsko je aktivním členem v mezinárodních organizacích jako třeba Organizace pro rybolov v severozápadním Atlantiku (Northwest Atlantic Fisheries Organization, NAFO) , Komise pro rybolov v severovýchodním Atlantiku (North East Atlantic Fisheries Commission, NEAFC), Organizace na zachování lososa v severním Atlantském oceánu (North Atlantic Salmon Conservation Organization, NASCO), Severoatlantická komise pro mořské savce (North Atlantic Marine Mammal Commission, NAMMCO) či World Council of Whalers. Je členem dánské delegace u Mezinárodní velrybářské komise.
V roce 1996 vznikla z finské iniciativy mezinárodní organizace Arktická rada, která je zaměřena na regionální spolupráci v otázkách životního prostředí. Jeho členy je osm arktických zemí (Rusko, Kanada, USA, Island, Dánsko/Grónsko, Švédsko, Norsko, Finsko).
Grónsko je zapojeno v Inuitské cirkupolární radě, což je organizace grónských, aljašských, kanadských a sibiřských Inuitů zaměřená na zlepšování životních a kulturních podmínek. Inuitská cirkupolární rada má oficiální status nevládní organizace a je zastoupena v systému OSN i stálým členství v Arktické radě.
Od roku 1992 je grónský samosprávní parlament dvěma členy zastoupen v dánské delegaci při OSN. Grónsko je zastoupeno při Evropské unii v Bruselu a v Kanadě (Ottawa).
Dánsko/Grónsko se aktivně zasazovalo o zřízení stálého fóra OSN pro otázky domorodého obyvatelstva. Ve spolupráci s dánským ministerstvem zahraničí začal grónský expert na otázky domorodých národů pracovat v Mezinárodní organizaci práce. Tento post byl zřízen roku 1996.

## Ekonomika
Grónské hospodářství je do značné míry závislé na rybolovu. Rybolov tvoří více než 90 % grónského exportu a zdaleka největší příjmy přináší krevetový a rybí průmysl.
Grónsko je bohaté na nerostné suroviny, v roce 2007 byla zahájena těžba rubínů. Vyhlídky na další nerostné suroviny se zlepšují, protože ceny rostou. Patří mezi ně železo, uran, hliník, nikl, platina, wolfram, titan a měď. Navzdory obnovení[kdy?] několika aktivit v oblasti průzkumu uhlovodíků a nerostných surovin bude trvat několik let, než se podaří realizovat těžbu uhlovodíků. Na pomoc rozvoji uhlovodíkového průmyslu v Grónsku byla vytvořena státní ropná společnost Nunaoil. Na kodaňské burze cenných papírů byla uvedena na trh státní společnost Nunamineral s cílem získat další kapitál na zvýšení těžby zlata, která byla zahájena v roce 2007.
Grónsko má jeden z nejvyšších podílů obnovitelné energie na světě (70 %), většinou z vodních elektráren. Nejstarší a doposud největší je vodní elektrárna Buksefjord.
Existují také plány na výstavbu velké hliníkárny, která by využívala vodní energii k výrobě exportovatelného produktu. Očekává se, že velká část potřebné pracovní síly bude dovážena.
Evropská unie vyzvala Grónsko, aby omezilo rozvoj projektů Čínské lidové republiky v oblasti nerostných surovin vzácných zemin, protože na Čínu připadá 95 % současných světových zásob. Na začátku roku 2013 však grónská vláda uvedla, že nemá v plánu taková omezení zavést.
Dominantní roli v grónské ekonomice hraje veřejný sektor, včetně státem vlastněných podniků a obcí. Přibližně polovina vládních příjmů pochází z dotací od dánské vlády, které významně doplňují hrubý domácí produkt (HDP). Tento produkt na obyvatele odpovídá průměru evropských ekonomik.
Na počátku 90. let 20. století postihl Grónsko hospodářský pokles. Od roku 1993 se však ekonomika zlepšila. Grónská autonomní vláda (GHRG) provádí od konce 80. let 20. století přísnou fiskální politiku, která pomohla vytvořit přebytky ve veřejném rozpočtu a nízkou inflaci. Od roku 1990 zaznamenalo Grónsko deficit zahraničního obchodu poté, co byl v tomto roce uzavřen poslední zbývající důl na olovo a zinek. V roce 2017 byly v Grónsku objeveny nové zdroje rubínu, což slibuje přinést nový průmysl a nový export ze země.

### Doprava
Letecká doprava funguje jak v rámci Grónska, tak mezi ostrovem a ostatními státy. Existuje také pravidelná lodní doprava, ale kvůli velkým vzdálenostem jsou cestovní časy dlouhé a frekvence nízká. Mezi městy prakticky neexistují silnice, protože na pobřeží se nachází mnoho fjordů, které by vyžadovaly trajektovou dopravu pro propojení silniční sítě. Jedinou výjimkou je štěrková silnice o délce 4,8 km mezi Kangilinnguitem a dnes již opuštěným městem Ivittuut, kde se dříve těžil kryolit. Kvůli nedostatku zemědělství, lesnictví a podobných aktivit na venkově bylo navíc vybudováno jen velmi málo venkovských silnic. V Grónsku není žádná železnice s osobní dopravou.
Letiště Kangerlussuaq (SFJ) je největším letištěm a hlavním leteckým uzlem pro mezinárodní osobní dopravu. Slouží pro mezinárodní a vnitrostátní lety provozované leteckými společnostmi. SFJ je vzdáleno od blízkých větších aglomerací, do hlavního města Nuuk je to 317 km.
Letiště Nuuk (GOH) je druhé největší letiště, které se nachází pouhých 6 km od centra hlavního města. Letiště slouží všeobecnému leteckému provozu a denně nebo pravidelně provozuje vnitrostátní lety v rámci Grónska. Slouží také mezinárodním letům na Island, obchodním a soukromým letadlům.
Letiště Ilulissat (JAV) je vnitrostátní letiště, které slouží i mezinárodním letům na Island.
V Grónsku je celkem 13 registrovaných civilních letišť a 47 heliportů; většina z nich je nezpevněná a nachází se ve venkovských oblastech. Druhou nejdelší dráhu má letiště Narsarsuaq, vnitrostátní letiště s omezeným mezinárodním provozem na jihu Grónska. Veškeré záležitosti civilního letectví vyřizuje dánský dopravní úřad. Většina letišť, včetně letiště Nuuk, má krátké vzletové a přistávací dráhy a mohou je obsluhovat pouze speciální poměrně malá letadla na poměrně krátkých letech. Letiště Kangerlussuaq, které se nachází asi 100 km ve vnitrozemí od západního pobřeží, je hlavním grónským letištěm a uzlem pro vnitrostátní lety. Mezikontinentální lety vedou především do Kodaně. Cestování mezi mezinárodními destinacemi (kromě Islandu) a kterýmkoli městem v Grónsku vyžaduje přestup na jiné letadlo.
Icelandair provozuje lety z Reykjavíku na řadu letišť v Grónsku a společnost tuto službu propaguje pro turisty jako možnost jednodenního výletu z Islandu.
Přímé lety do Spojených států nebo Kanady neexistují, ačkoli existovaly lety Kangerlussuaq – Baltimore a Nuuk – Iqaluit, které byly zrušeny kvůli příliš malému počtu cestujících a finančním ztrátám. Alternativou mezi Grónskem a Spojenými státy/Kanadou je letecká společnost Icelandair s přestupem na Islandu.
Osobní námořní dopravu zajišťuje několik pobřežních trajektů. Společnost Arctic Umiaq Line vypravuje jednu zpáteční plavbu týdně, která trvá 80 hodin v každém směru.
Nákladní námořní dopravu obstarává lodní společnost Royal Arctic Line z Grónska, do Grónska a přes Grónsko. Zajišťuje obchodní a dopravní spojení mezi Grónskem, Evropou a Severní Amerikou.

## Obyvatelstvo

### Demografie

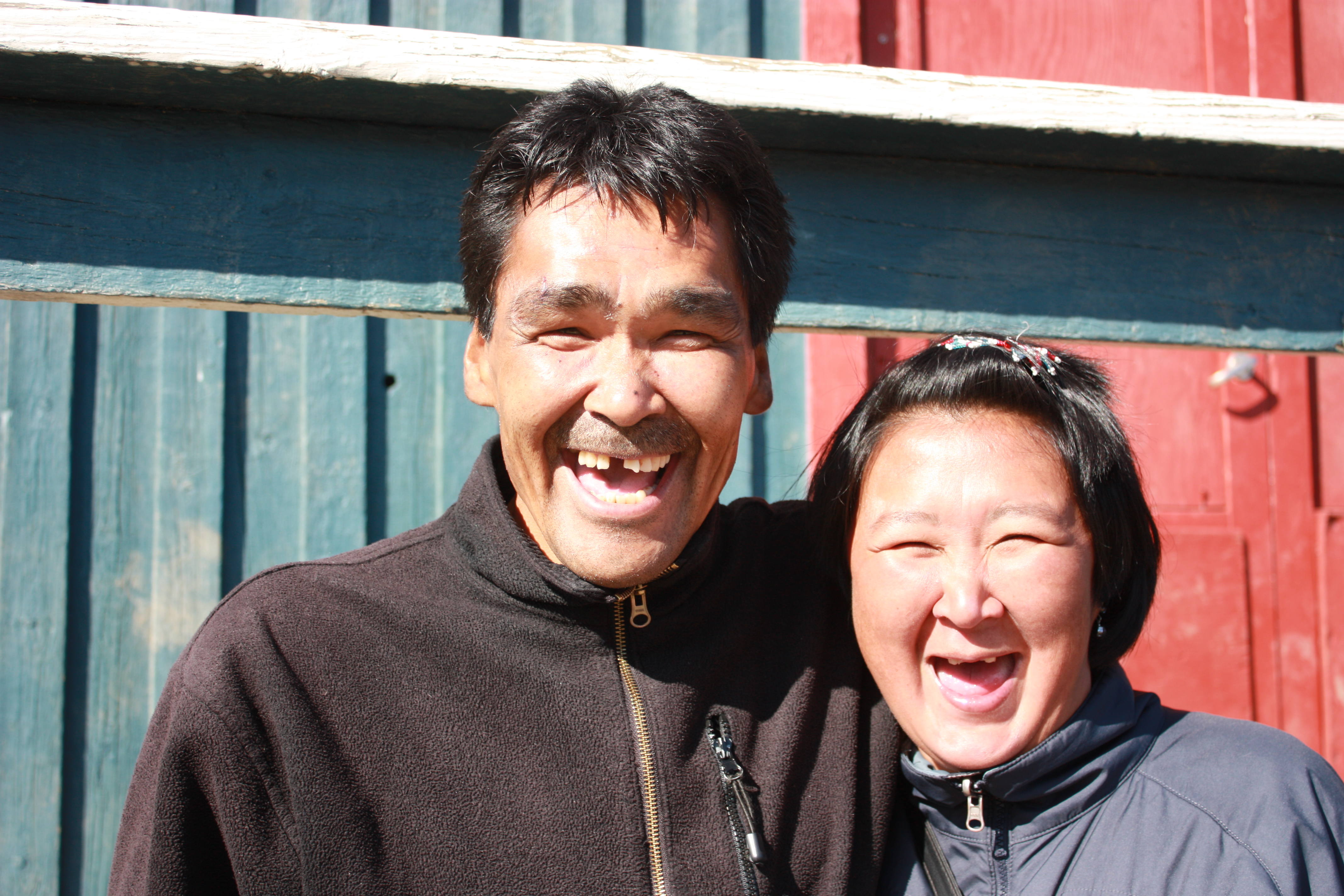
Tunumiitsko Inuitský pár z Kulusuku

V Grónsku žije přibližně 56 000 obyvatel, z toho v hlavním městě Nuuk 19 600. Téměř všichni Gróňané žijí podél fjordů na jihozápadě hlavního ostrova, kde panuje relativně mírné klima. Paradoxně většina obyvatel žije severně od 64° s. š. v chladnějším pobřežním podnebí, ale nejteplejší klimatické oblasti Grónska, jako je vegetační oblast kolem obce Narsarsuaq, jsou osídleny jen řídce.
Většina obyvatel je luteránského vyznání. Historicky významnou věřící kongregací byli Moravští bratři (Herrnhuter Brüdergemeine), v dánském kontextu se sídlem v Christiansfeldu v jižním Jutsku a částečně německého původu, jejich název však neznamená, že by byli etnickými Moravany.
Pokud jde o zemi narození, odhaduje se, že 88,1 % obyvatel je grónského multietnického evropsko-inuitského původu, 7,1 % dánského, 1,6 % filipínského 0,9 % jiného severského a 2,3 % jiného(odhad za rok 2024). Mnohonárodnostní evropsko-inuitské obyvatelstvo představují lidé dánského, norského a v menší míře faerského, islandského, nizozemského (velrybáři), německého a amerického původu.
Rozsáhlá genetická studie Gróňanů z roku 2015 zjistila, že současní Inuité v Grónsku jsou přímými potomky prvních inuitských průkopníků kultury Thule, kteří přišli ve 13. století, s přibližně 25% příměsí evropských kolonizátorů ze 16. století. Navzdory předchozím spekulacím nebyly nalezeny žádné důkazy o předchůdcích vikingských osadníků.
Grónsko je jedinou zemí v Americe, kde původní obyvatelé tvoří většinu populace.

### Jazyky

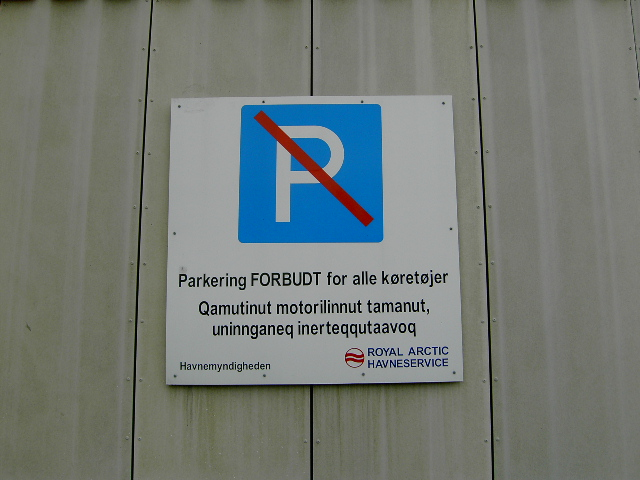
Dvojjazyčná cedule v Nuuku s dánským a kalaallisutským nápisem „Parkování zakázáno pro všechna vozidla“

Jediným úředním jazykem se v roce 2009 stala grónština (fakticky západogrónština), kterou hovoří téměř 50 000 lidí. Většina obyvatel hovoří jak dánsky, tak západogrónskou kalaallisutštinou (nejrozšířenější eskymácko-aleutský jazyk). Ve veřejných záležitostech se používají od zavedení domovského práva v roce 1979. V praxi se dánština stále hojně používá v administrativě, na akademické půdě a v řemeslných a jiných profesích. Pravopis grónštiny, zavedený v roce 1851, byl revidován v roce 1973. Míra gramotnosti je 100 %.
Většina obyvatel Grónska mluví západogrónsky (kalaallisutština) dvoj- a někteří trojjazyčně. Asi 12 % obyvatel hovoří dánsky jako prvním nebo jediným jazykem. Jedná se především o dánské přistěhovalce, pro mnohé z nich zůstává dánština prvním a jediným jazykem v Nuuku a dalších větších městech. Debata o úloze grónštiny a dánštiny v budoucnosti země se stále vyvíjí. Zatímco grónština byla dominantní ve všech menších osadách, většina multietnických předků Inuitů mluvila dánsky jako druhým jazykem. Ve větších městech, zejména v Nuuku, byla tato dánština důležitější pro společenské záležitosti. Dalším důležitým jazykem pro Grónsko je angličtina, která se nyní vyučuje od prvního ročníku.
Západní Grónsko je dlouhodobě nejlidnatější oblastí ostrova, kde se de facto používá grónština jako úřední jazyk. Přestože asi 3000 lidí mluví východogrónsky (tunumiit) a téměř 1000 lidí v okolí severního Qaanaaqu hovoří inuktunsky. Tato severogrónština má blíže k inuitským jazykům Kanady než k ostatním grónským jazykům. Každá z těchto variet je pro mluvčí ostatních téměř nesrozumitelná a někteří lingvisté považují tunumiit za samostatný jazyk dohromady. Zpráva UNESCO označila ostatní variety za ohrožené a nyní se zvažují opatření na ochranu východogrónského dialektu.

### Vzdělávání
Vzdělávání je organizováno podobně jako v Dánsku. Existuje desetileté povinné základní vzdělání. Existuje také střední školství, buď s pracovní výukou, nebo s přípravou na vysokoškolské studium. V Nuuku se nachází jediná univerzita, Grónská univerzita (Ilisimatusarfik). Mnoho Gróňanů navštěvuje univerzity v Dánsku nebo jinde.
Státní školství v Grónsku je stejně jako v Dánsku v pravomoci obcí, jedná se tedy o obecní školy. Zákonodárce určuje povolené normy pro obsah výuky ve školách, ale obecní samosprávy rozhodují o tom, jak jsou školy v jejich působnosti vedeny. Vzdělávání je bezplatné a povinné pro děti ve věku od sedmi do 16 let. Finanční výdaje věnované na vzdělávání jsou v současné době velmi vysoké (11,3 % HDP). Článek 1 vládního nařízení o veřejných školách (ve znění z 6. června 1997) vyžaduje jako vyučovací jazyk grónštinu.
Na základních a nižších středních školách je pro všechny žáky povinná jazyková integrace. Cílem je umístit grónsky a dánsky mluvící žáky do stejných tříd, zatímco dříve byli zařazováni do oddělených tříd podle svého mateřského jazyka. Zároveň vláda zaručuje, že se dánsky mluvící mohou učit grónsky. Tímto způsobem chce grónská vláda poskytnout všem žákům, jak grónského, tak dánského původu, stejné jazykové, kulturní a sociální vzdělání. Studie, která byla provedena během tříletého zkušebního období, dospěla k závěru, že tato politika dosáhla pozitivních výsledků. Tato politika dvojjazyčnosti je v platnosti od roku 1994.
Kampus univerzity Ilimmarfik v Nuuku
Celkem bylo zřízeno přibližně 100 škol. Vyučuje se v nich grónština a dánština. Běžně se grónština vyučuje od mateřské školy až do konce střední školy, ale dánština je povinná od prvního cyklu základní školy jako druhý jazyk. Stejně jako v Dánsku v případě dánštiny školský systém nabízí kurzy „grónština 1“ a „grónština 2“. Jazykové testy umožňují studentům přejít z jedné úrovně do druhé. Na základě hodnocení žáků učiteli byla přidána třetí úroveň kurzů: „Grónština 3“. Středoškolské vzdělávání v Grónsku je obecně odborné a technické. Hlavním vyučovacím jazykem zůstává dánština. V hlavním městě Nuuku se nachází (dvojjazyčná) pedagogická škola a (dvojjazyčná) univerzita. Na konci studia musí všichni studenti složit zkoušku z grónského jazyka.
V Grónsku se poskytuje vysokoškolské vzdělání novinářů, učitelů základních a nižších středních škol, sociálních pracovníků, sociálních pedagogů, zdravotních sester a zdravotnických asistentů. Grónští studenti mohou pokračovat ve vzdělávání se v Dánsku, pokud si to přejí a mají na to finanční prostředky. Při přijímání na dánské vzdělávací instituce jsou grónští uchazeči postaveni na roveň dánským uchazečům. Grónským studentům, kteří jsou přijati na dánské vzdělávací instituce, jsou poskytována stipendia. Aby měl žadatel nárok na tato stipendia, musí být dánským občanem a mít v Grónsku trvalý pobyt po dobu nejméně pěti let. Celková doba pobytu mimo Grónsko nesmí překročit tři roky.

### Náboženství
Náboženství v Grónsku(2010):

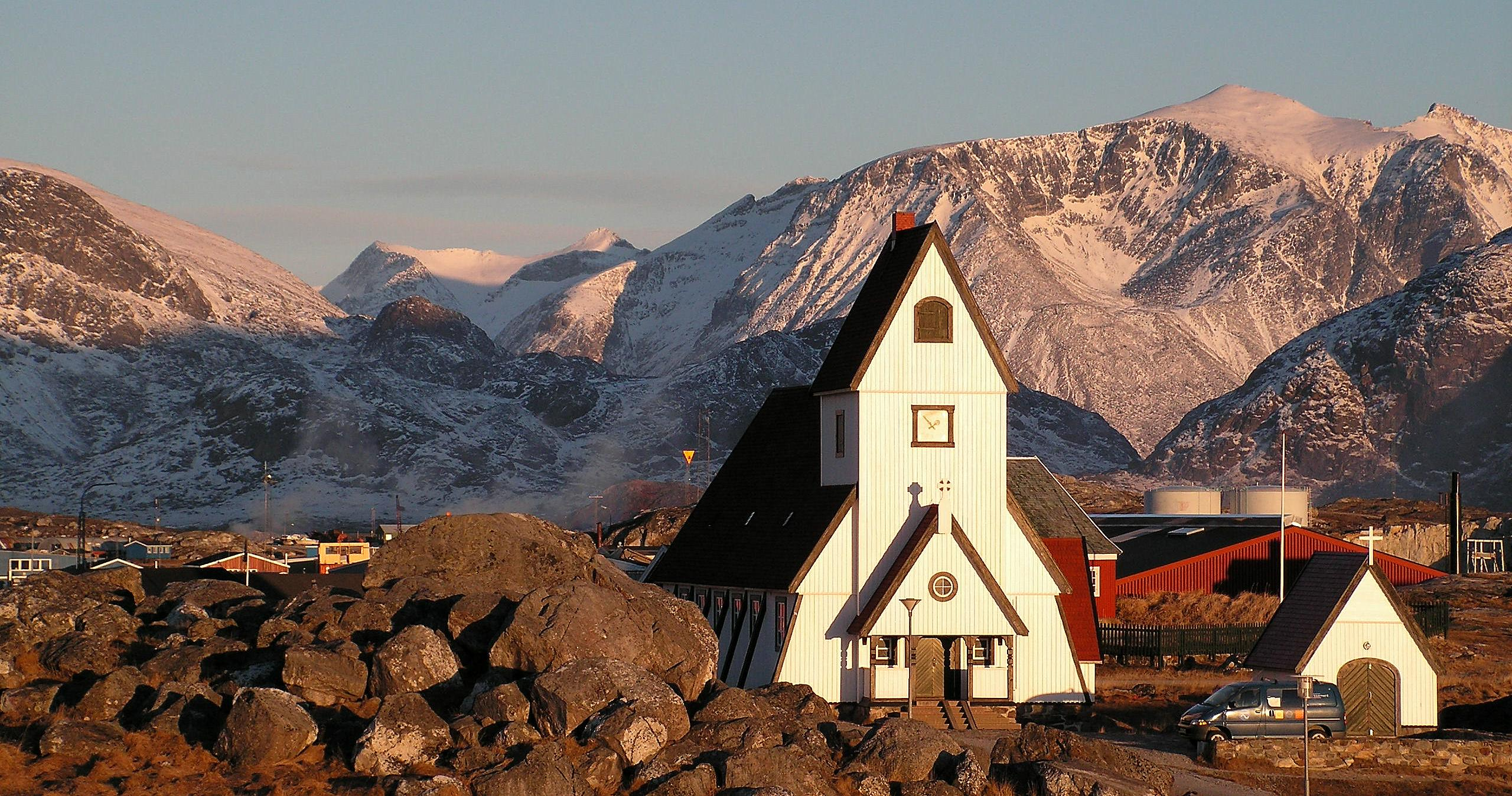
Většina grónských vesnic, včetně Nanortaliku, má vlastní kostel

Kočovní Inuité byli tradičně šamanisté s rozvinutým náboženstvím, které se zabývalo především usmiřováním pomstychtivé a bezprsté mořské bohyně Sedny, která řídila úspěšnost lovu tuleňů a velryb.
První severští kolonisté uctívali severské bohy, ale král Olaf I. Trygvasson a své cestě do Norska v roce 999 obrátil syna Erika Rudého Leifa na křesťanství a vyslal do Grónska misionáře. Ti rychle založili šestnáct farností, několik klášterů a biskupství v Garðaru.
Znovuobjevení těchto kolonistů a šíření myšlenek protestantské reformace mezi nimi bylo jedním z hlavních důvodů dánské rekolonizace v 18. století. Norští a dánští luteráni a němečtí moravští misionáři pod patronací Královské misijní koleje v Kodani pátrali po chybějících severských osadách, ale žádné Seveřany nenašli a místo toho začali kázat Inuitům. Hlavními postavami christianizace Grónska byli Hans a Poul Egedeovi a Matouš Stach (narozený na Novojičínsku ve Slezsku). Nový zákon byl překládán po částech již od dob prvního osídlení ostrova Kangeq, ale první překlad celé Bible byl dokončen až v roce 1900. Vylepšený překlad s použitím moderního pravopisu byl dokončen v roce 2000.
Dnes je hlavním náboženstvím protestantské křesťanství, reprezentované především dánskou církví, která je luteránského zaměření. Ačkoli neexistují oficiální údaje o náboženství v Grónsku získávané při sčítání lidu, grónská biskupka Sofie Petersenová odhaduje, že 85 % grónské populace je členy jejího sboru. Dánská církev je státní církví na základě dánské ústavy.
Římskokatolická menšina je pastoračně obsluhována římskokatolickou diecézí v Kodani. Na ostrově stále působí křesťanští misionáři, ale převážně z charismatických hnutí, kteří proselytsky oslovují své souvěrce. Podle příručky Operation World se k evangelickému křesťanství hlásí jen 4,7 % Gróňanů, ačkoli počet evangelikálů roste tempem 8,4 % ročně.

### Sociální otázky
Grónsko má velmi vysokou míru sebevražd. Podle sčítání lidu z roku 2010 má Grónsko nejvyšší míru sebevražd na světě. Dalším významným sociálním problémem, se kterým se Grónsko potýká, je vysoká míra alkoholismu. Míra spotřeby alkoholu v Grónsku dosáhla svého vrcholu v 80. letech 20. století, kdy byla dvakrát vyšší než v Dánsku, a do roku 2010 klesla mírně pod průměrnou úroveň spotřeby v Dánsku (která byla v té době 12. nejvyšší na světě, ale od té doby klesla). Zároveň jsou však ceny alkoholu mnohem vyšší, což znamená, že spotřeba má velký sociální dopad. Výskyt HIV/AIDS býval v Grónsku vysoký a vrcholu dosáhl v 90. letech 20. století, kdy byla poměrně vysoká i úmrtnost. Díky řadě iniciativ se prevalence (spolu s mírou úmrtnosti díky účinné léčbě) snížila a nyní je nízká, cca 0,13 %, tedy nižší než ve většině ostatních zemí. V posledních desetiletích byla míra nezaměstnanosti obecně o něco vyšší než v Dánsku; např. v roce 2021 činila v Grónsku 3,7 % ve srovnání s 2,6 % v Dánsku.

#### Kontrola plodnosti
V šedesátých a sedmdesátých letech 20. století, v době, kdy se počet obyvatel zvyšoval, bylo 4 500 grónských inuitských žen a dívek (zhruba polovina všech plodných žen) dánskými lékaři vybaveno nitroděložními tělísky. Někdy byly dívky (ve věku 12 let) odváděny přímo ze školy, aby jim byla tato tělíska zavedena, aniž by byl vyžádán souhlas rodičů. Tento zákrok byl prováděn také některým inuitským dívkám v dánských internátních školách. V září 2022 dánský ministr zdravotnictví Magnus Heunicke potvrdil, že dvouleté vyšetřování se pokusí zjistit, jaká rozhodnutí k této praxi vedla a jak byla prováděna.

## Kultura

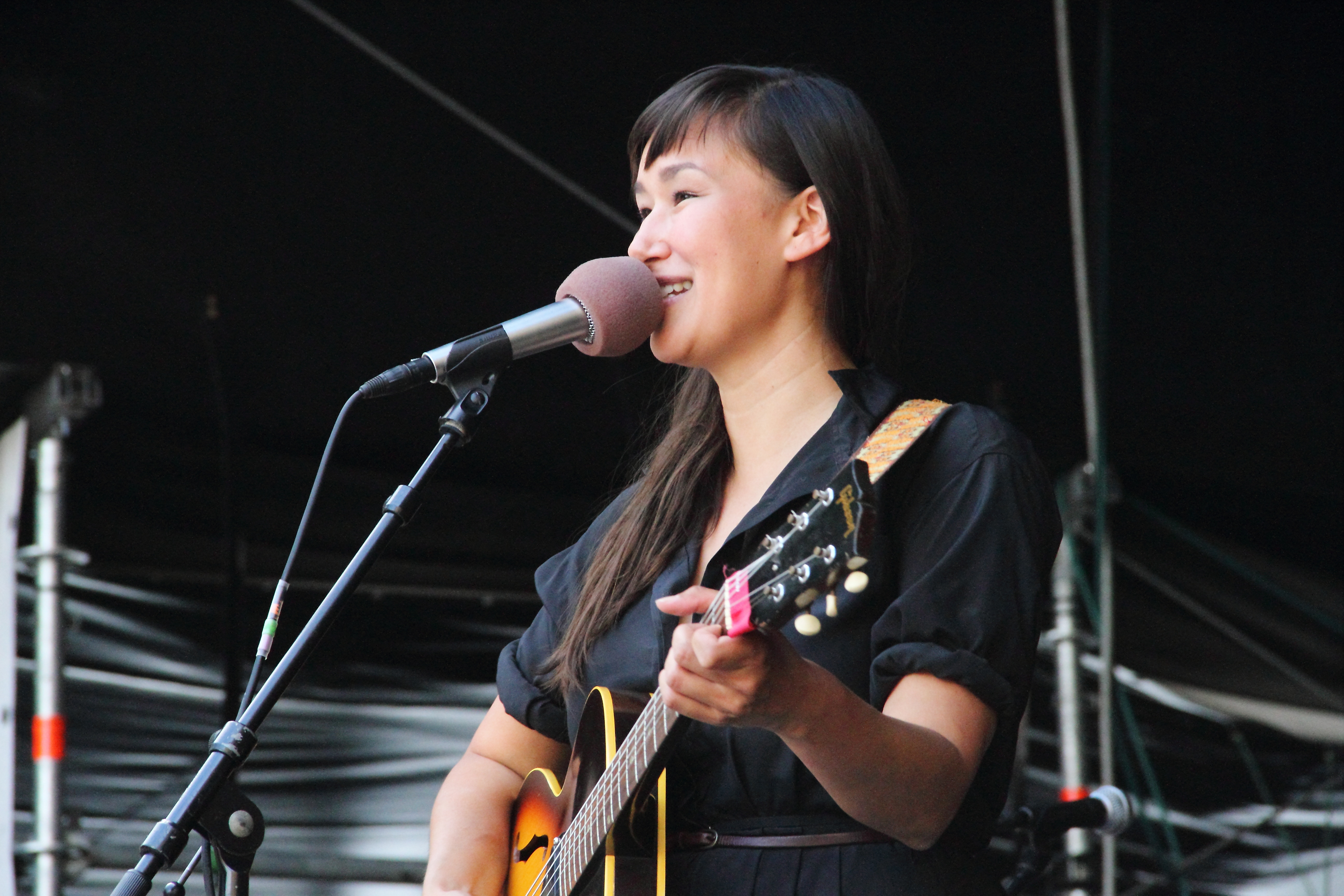
Nive Nielsenová, grónská zpěvačka a skladatelka

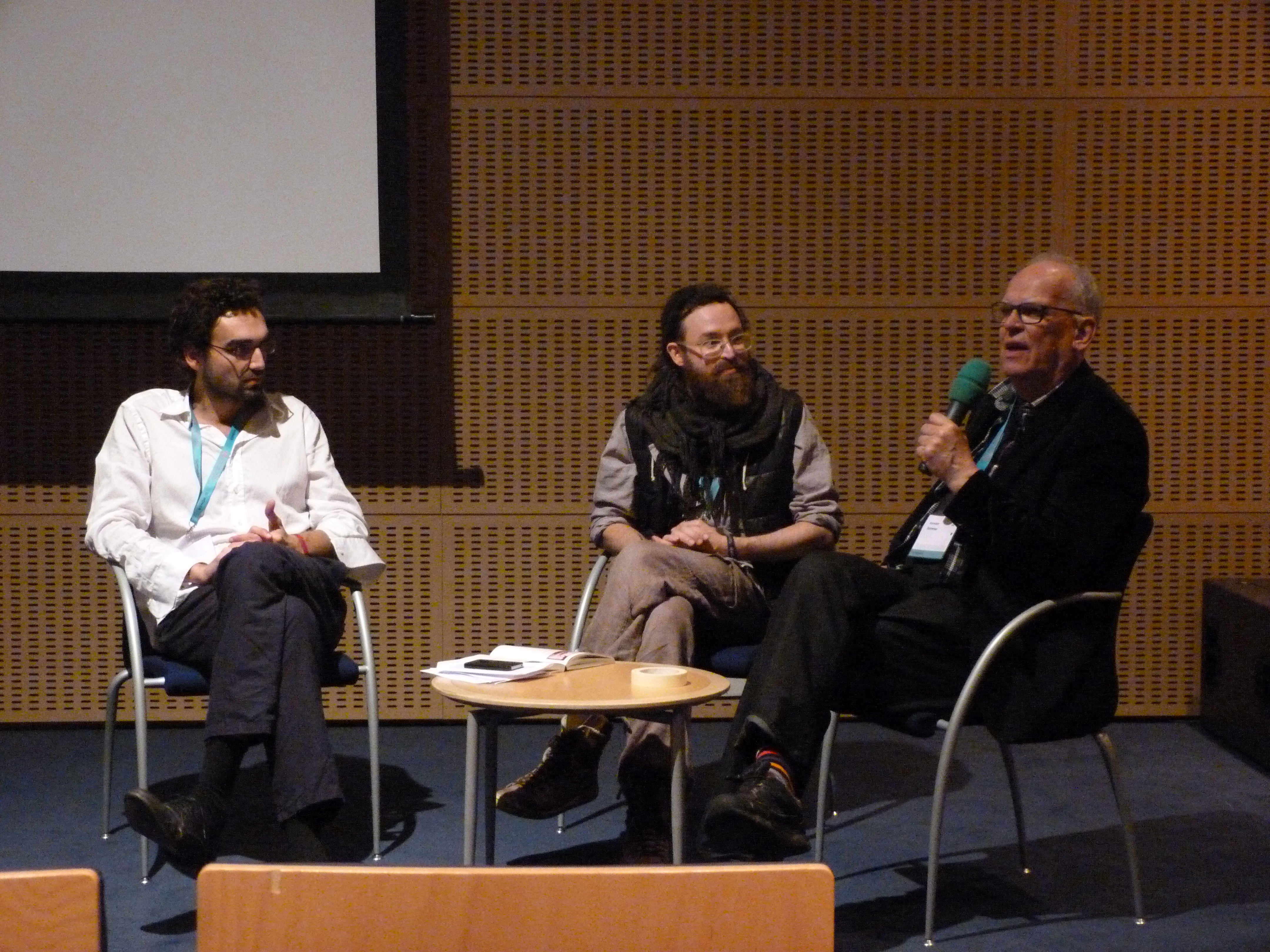
Panelová diskuse s grónským filmařem Inukem Silisem Høeghem při uvedení jeho filmu o průkopnické grónské kapele Sumé

Grónská kultura je dnes směsicí tradiční inuitské (Kalaallit, Tunumiit, Inughuit) a skandinávské kultury. Inuitská neboli kalaallitská kultura má silnou uměleckou tradici, která sahá tisíce let do minulosti. Kalaallitové jsou známí uměleckou formou figur zvanou tupilak neboli „duchovní předmět“. Tradiční umělecká tvorba se daří i u Ammassaliků. Slonovina vorvaňů zůstává ceněným řezbářským prostředkem.

### Hudba
Grónsko má také úspěšnou, i když malou hudební scénu. Mezi populární grónské kapely a umělce patří Sumé (klasický rock), Chilly Friday (rock), Nanook (rock), Siissisoq (rock), Nuuk Posse (hip hop) a Rasmus Lyberth (folk), který v roce 1979 vystoupil v dánském národním finále soutěže Eurovize, kde účinkoval v grónštině. Zpěvák a skladatel Simon Lynge je prvním hudebním umělcem z Grónska, který vydal album ve Spojeném království a vystoupil na britském festivalu Glastonbury. K hudební kultuře Grónska patří také tradiční inuitská hudba, která se z velké části točí kolem zpěvu a bubnování.
Buben je tradiční grónský nástroj. Používal se k předvádění tradičních bubenických tanců. K tomuto účelu se používal kulatý buben (qilaat) v podobě rámu z naplaveného dřeva nebo mrožích žeber pokrytý měchýřem ledního medvěda, žaludkem ledního medvěda nebo mrožími žaludky. Bubnování se neprovádělo na blánu, ale pomocí paličky zespodu rámu. K tomuto účelu se zpívaly jednoduché melodie.
Bubenický tanec plnil dvě funkce: Na jedné straně buben sloužil k zahánění strachu za dlouhých a temných zimních nocí. Za tímto účelem dělal tanečník na buben obličeje a snažil se ostatní rozesmát, dokud nezapomněl na všechen strach.
Bubnem se také řešily spory. Pokud se někdo špatně choval, byl bubnem vyzván na souboj. Lidé se shromažďovali na určitých silných místech a střídali se v tlučení na buben a zpívání do něj. Snažili se toho druhého co nejvíce zesměšnit. Diváci svým smíchem vyjadřovali, kdo je vítěz a kdo se tedy provinil.
Buben mohli používat také šamani k rituálnímu vyvolávání duchů.
Po příchodu misionářů v 18. století byl bubnový tanec (dodnes oblíbený mezi kanadskými Inuity) zakázán jako pohanský a šamanský a nahrazen polyfonním zpěvem světských a církevních písní. Tento sborový zpěv je dodnes známý svým zvláštním zvukem. Církevní písně jsou částečně německého původu díky vlivu Moravských bratří. Skandinávští, němečtí a skotští velrybáři přinesli do Grónska housle, akordeon a polku (kalattuut), na které se dnes hraje ve složitých tanečních krocích.

### Výtvarné umění
Inuité mají vlastní umělecko-řemeslnou tradici; vyřezávají například tupilaky, sochy postav mstících se příšer praktikované v rámci šamanských tradic. Toto kalaallisutské slovo znamená duše nebo duch zemřelého a dnes označuje uměleckou postavu, obvykle ne vyšší než 20 cm, vyřezávanou převážně z mroží slonoviny, s různými neobvyklými tvary. Tato soška ve skutečnosti představuje mytickou nebo duchovní bytost; obvykle se však pro svůj groteskní vzhled pro západní zrakové návyky stala pouhým sběratelským artiklem. Moderní řemeslníci stále používají domorodé materiály, jako je pižmová a ovčí vlna, tulení kožešina, mušle, mýdlový kámen, sobí parohy nebo drahé kameny.
Historii grónského malířství zahájil Aron von Kangeq, který v polovině 19. století na svých kresbách a akvarelech zobrazil staré grónské ságy a mýty. Ve 20. století se rozvinula krajinomalba a malba zvířat, stejně jako grafika a knižní ilustrace s někdy expresivním koloritem. V zahraničí se Kiistat Lund a Buuti Pedersen proslavili především svými krajinomalbami. Anne-Birthe Hoveová si vybírala náměty z grónského společenského života. V Nuuku se nachází muzeum výtvarného umění, Nuuk Art Museum.

### Sport
Sport je důležitou součástí grónské kultury, protože obyvatelstvo je obecně poměrně aktivní. Mezi oblíbené sporty patří fotbal, atletika, házená a lyžování. Házená je často označována za národní sport a mužský národní tým se v roce 2001 umístil mezi 20 nejlepšími na světě.
Grónsko má vynikající podmínky pro lyžování, rybaření, snowboarding, lezení v ledu a horolezectví, i když široká veřejnost dává přednost alpinismus a pěší turistice. Ačkoli je prostředí obecně nevhodné pro golf, v Nuuku se nachází golfové hřiště.

### Kuchyně

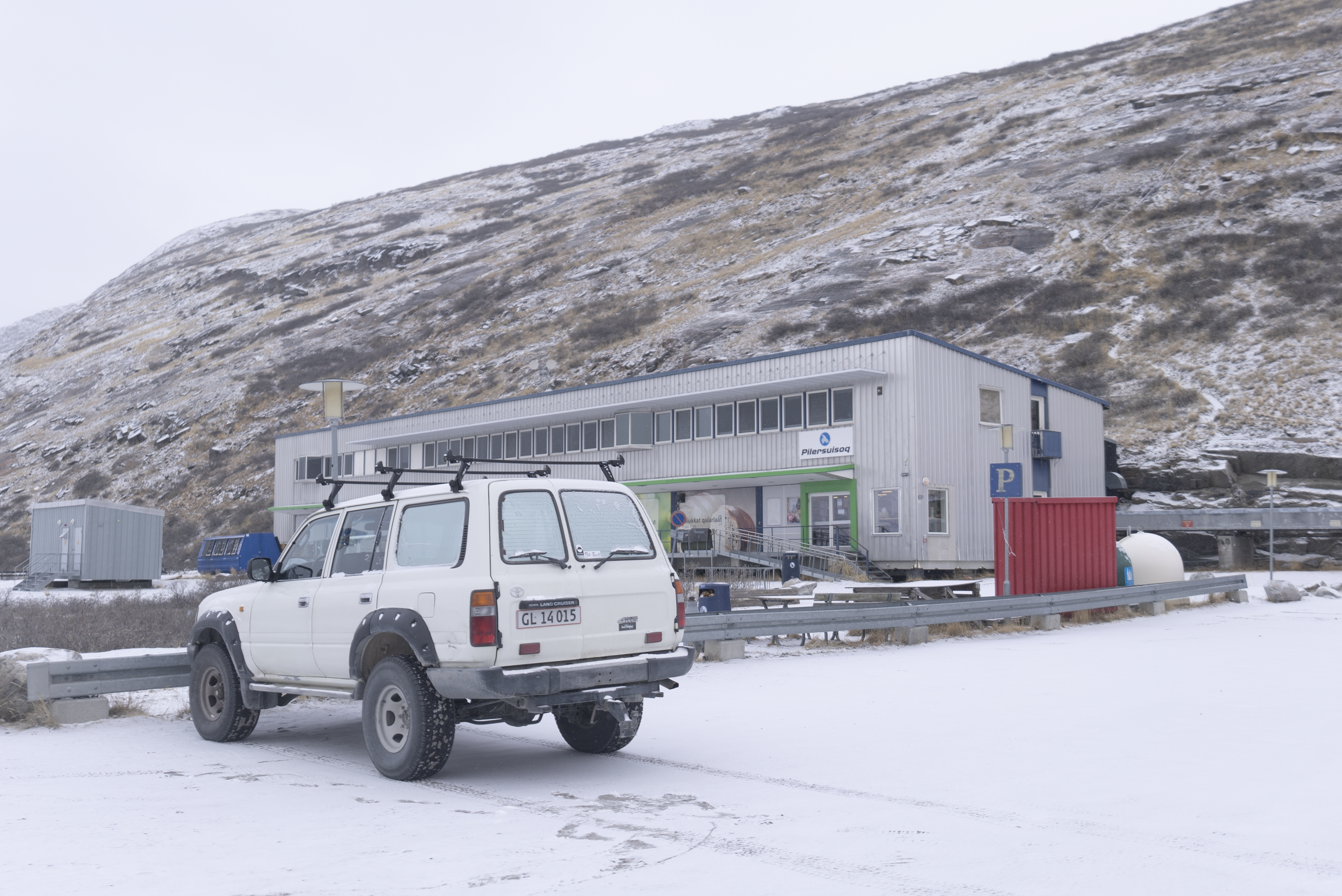
Supermarket Pilersuisoq v Kangerlussuaqu

Grónským národním jídlem je suaasat, polévka z tuleního masa. V grónském jídelníčku hraje velkou roli maso mořských savců, zvěřiny, ptáků a ryb. Vzhledem k ledovcové krajině pochází většina surovin z oceánu. Koření se kromě soli a pepře používá jen zřídka. Grónská káva je „hořící“ dezertní káva (zapálená před podáváním) připravovaná z kávy, whisky, Kahlúa, Grand Marnier a šlehačky. Je silnější než známá irská dezertní káva.

### Média
Kalaallit Nunaata Radioa (KNR) je grónská veřejnoprávní rozhlasová a televizní společnost. Je přidruženým členem Eurovize a přidruženým členem sítě Nordvision. V této společnosti, která patří k největším na území, je přímo zaměstnáno téměř sto lidí. Město Nuuk má také vlastní rozhlasovou a televizní stanici. Město Nuuk má také místní televizní kanál Nanoq Media, který vznikl 1. srpna 2002. Jedná se o největší místní televizní stanici v Grónsku, která jako přijímající členové zasahuje více než 4000 domácností, což odpovídá přibližně 75 % všech domácností v hlavním městě.
V Grónsku dnes vycházejí pouze dvoje noviny, které jsou distribuovány celostátně. Grónský týdeník Sermitsiaq vychází každý pátek a jeho internetová verze je aktualizována několikrát denně. Do 80. let 20. století byl distribuován pouze v Nuuku. Je pojmenován podle hory Sermitsiaq, která se nachází asi 15 km severovýchodně od Nuuku. Dalšími novinami v Grónsku jsou dvoutýdeník Atuagagdliutit/Grønlandsposten (AG), který vychází každé úterý a čtvrtek v grónštině jako Atuagagdliutit a v dánštině jako Grønlandsposten. Všechny články jsou publikovány v obou jazycích.